# Németország a 2004. évi nyári olimpiai játékokon
Németország a görögországi Athénban megrendezett 2004. évi nyári olimpiai játékok egyik részt vevő nemzete volt. Az országot az olimpián 29 sportágban 441 sportoló képviselte, akik összesen 49 érmet szereztek.

## Érmesek
| Érem  | Versenyző | Sportág       | Versenyszám                  |
| ----- | --- | ------------- | ---------------------------- |
| Arany | Ivonne Bönisch | Cselgáncs     | Női könnyűsúly               |
| Arany | Katrin Rutschow-Stomporowski | Evezés        | Női egypárevezős             |
| Arany | Kathrin Boron Meike Evers Kerstin Kowalski-El-Qalqili Manuela Lutze | Evezés        | Női négypárevezős            |
| Arany | Nemzeti válogatott Tina Bachmann Caroline Casaretto Nadine Ernsting-Krienke Franziska Gude Mandy Haase Natascha Keller Denise Klecker Anke Kühn Badri Latif Heike Lätzsch Sonja Lehmann Silke Müller Fanny Rinne Marion Rodewald Julia Zwehl Louisa Walter                                      | Gyeplabda     | Női                          |
| Arany | Ronald Rauhe Tim Wieskötter | Kajak-kenu    | Férfi kajak kettes 500 m     |
| Arany | Andreas Dittmer | Kajak-kenu    | Férfi kenu egyes 500 m       |
| Arany | Christian Gille Tomasz Wylenzek | Kajak-kenu    | Férfi kenu kettes 1000 m     |
| Arany | Birgit Fischer Carolin Leonhardt Maike Nollen Katrin Wagner-Augustin | Kajak-kenu    | Női kajak négyes 500 m       |
| Arany | Jens Fiedler Stefan Nimke René Wolff | Kerékpározás  | Férfi csapatsprint           |
| Arany | Heike Kemmer Ulla Salzgeber Martin Schaudt Hubertus Schmidt | Lovaglás      | Díjlovaglás, csapat          |
| Arany | Ralf Schumann | Sportlövészet | Férfi gyorstüzelő pisztoly   |
| Arany | Manfred Kurzer | Sportlövészet | Férfi futócéllövészet        |
| Arany | Anna Dogonadze | Torna         | Női trambulin                |
| Ezüst | Nadine Kleinert | Atlétika      | Női súlylökés                |
| Ezüst | Steffi Nerius | Atlétika      | Női gerelyhajítás            |
| Ezüst | Britta Oppelt Peggy Waleska | Evezés        | Női kétpárevezős             |
| Ezüst | Claudia Blasberg Daniela Reimer | Evezés        | Női könnyűsúlyú kétpárevezős |
| Ezüst | Björn Bach Andreas Ihle Stefan Ulm Mark Zabel | Kajak-kenu    | Férfi kajak négyes 1000 m    |
| Ezüst | Andreas Dittmer | Kajak-kenu    | Férfi kenu egyes 1000 m      |
| Ezüst | Carolin Leonhardt Birgit Fischer | Kajak-kenu    | Női kajak kettes 500 m       |
| Ezüst | Marcus Becker Stefan Henze | Kajak-kenu    | Férfi szlalom kenu kettes    |
| Ezüst | Judith Arndt | Kerékpározás  | Női mezőnyverseny            |
| Ezüst | Nemzeti válogatott Markus Baur Frank von Behren Mark Dragunski Henning Fritz Pascal Hens Jan-Olaf Immel Torsten Jansen Florian Kehrmann Stefan Kretzschmar Klaus-Dieter Petersen Christian Ramota Christian Schwarzer Daniel Stephan Christian Zeitz Volker Zerbe                               | Kézilabda     | Férfi                        |
| Ezüst | Ulla Salzgeber | Lovaglás      | Díjlovaglás, egyéni          |
| Ezüst | Tobias Schellenberg Andreas Wels | Műugrás       | Férfi szinkron műugrás       |
| Ezüst | Christian Lusch | Sportlövészet | Férfi sportpuska, fekvő      |
| Ezüst | Nicolas Kiefer Rainer Schüttler | Tenisz        | Férfi páros                  |
| Ezüst | Lars Conrad Steffen Driesen Jens Kruppa Helge Meeuw Thomas Rupprath | Úszás         | Férfi 4 × 100 m vegyes váltó |
| Ezüst | Claudia Bokel Imke Duplitzer Britta Heidemann | Vívás         | Női párbajtőr, csapat        |
| Bronz | Michael Jurack | Cselgáncs     | Férfi félnehézsúly           |
| Bronz | Julia Matijass | Cselgáncs     | Női légsúly                  |
| Bronz | Annett Böhm | Cselgáncs     | Női középsúly                |
| Bronz | Nemzeti válogatott Clemens Arnold Christoph Bechmann Sebastian Biederlack Philipp Crone Eike Duckwitz Christoph Eimer Björn Emmerling Florian Kunz Björn Michel Sascha Reinelt Justus Scharowsky Christian Schulte Christoph Zeller Tibor Weissenborn Timo Wess Matthias Witthaus               | Gyeplabda     | Férfi                        |
| Bronz | Stefan Pfannmöller | Kajak-kenu    | Férfi szlalom kenu egyes     |
| Bronz | Sabine Spitz | Kerékpározás  | Női terep-kerékpározás       |
| Bronz | René Wolff | Kerékpározás  | Férfi egyéni sprint          |
| Bronz | Stefan Nimke | Kerékpározás  | Férfi egyéni időfutam        |
| Bronz | Guido Fulst | Kerékpározás  | Férfi pontverseny            |
| Bronz | Nemzeti válogatott Nadine Angerer Isabell Bachor Sonja Fuss Kerstin Garefrekes Sarah Günther Ariane Hingst Steffi Jones Renate Lingor Sandra Minnert Martina Müller Viola Odebrecht Navina Omilade Conny Pohlers Birgit Prinz Silke Rottenberg Kerstin Stegemann Petra Wimbersky Pia Wunderlich | Labdarúgás    | Női                          |
| Bronz | Marco Kutscher | Lovaglás      | Díjugratás, egyéni           |
| Bronz | Christian Ahlmann Otto Becker Marco Kutscher | Lovaglás      | Díjugratás, csapat           |
| Bronz | Rustam Rachimow | Ökölvívás     | Légsúly                      |
| Bronz | Vitali Tajbert | Ökölvívás     | Pehelysúly                   |
| Bronz | Henrik Stehlik | Torna         | Férfi trambulin              |
| Bronz | Antje Buschschulte | Úszás         | Női 200 m hát                |
| Bronz | Anne Poleska | Úszás         | Női 200 m mell               |
| Bronz | Franziska van Almsick Antje Buschschulte Petra Dallmann Sara Harstick Janina-Kristin Götz Hannah Stockbauer | Úszás         | Női 4 × 200 m gyorsváltó     |
| Bronz | Franziska van Almsick Antje Buschschulte Daniela Götz Sarah Poewe | Úszás         | Női 4 × 100 m vegyes váltó   |
| Bronz | Jörg Fiedler Sven Schmid Daniel Strigel | Vívás         | Férfi párbajtőr, csapat      |

## Asztalitenisz
Férfi
| Versenyző                       | Versenyszám | 64-es főtábla                                | 48-as főtábla                                                                      | 32-es főtábla                                                            | Nyolcaddöntő                                                          | Negyeddöntő                                            | Elődöntő          | Döntő             | Helyezés |
| Versenyző                       | Versenyszám | Ellenfél Eredmény                            | Ellenfél Eredmény                                                                  | Ellenfél Eredmény                                                        | Ellenfél Eredmény                                                     | Ellenfél Eredmény                                      | Ellenfél Eredmény | Ellenfél Eredmény | Helyezés |
| ------------------------------- | ----------- | -------------------------------------------- | ---------------------------------------------------------------------------------- | ------------------------------------------------------------------------ | --------------------------------------------------------------------- | ------------------------------------------------------ | ----------------- | ----------------- | -------- |
| Timo Boll                       | Egyes       |                                              |                                                                                    | Patrick Chila (FRA) · 11-3, 14-16, 11-9, 11-3, 11-9                      | Werner Schlager (AUT) · 11-2, 12-14, 11-5, 11-9, 6-11, 4-11, 11-6     | Jan-Ove Waldner (SWE) · 7-11, 11-13, 11-6, 7-11, 11-13 | kiesett           | kiesett           | 5.       |
| Jörg Roßkopf                    | Egyes       |                                              | Tomasz Krzeszewski (POL) · 6-11, 11-8, 11-7, 17-15, 13-11                          | Vang Hao (CHN) · 5-11, 10-12, 5-11, 13-11, 6-11                          | kiesett                                                               | kiesett                                                | kiesett           | kiesett           | 17.      |
| Torben Wosik                    | Egyes       | Mohamed Guèye (SEN) · 11-4, 11-5, 11-6, 11-4 | Trinko Keen (NED) · 9-11, 12-10, 11-7, 5-11, 11-5, 11-13, 9-11                     | kiesett                                                                  | kiesett                                                               | kiesett                                                | kiesett           | kiesett           | 33.      |
| Timo Boll Zoltan Fejer-Konnerth | Páros       |                                              |                                                                                    | Japán (JPN) · Arai Sú · Juzava Rjó · 11-4, 11-9, 11-4, 11-9              | Dél-Korea (KOR) · I Csholszung · Ju Szungmin · 7-11, 9-11, 7-11, 9-11 | kiesett                                                | kiesett           | kiesett           | 9.       |
| Lars Hielscher Jörg Roßkopf     | Páros       |                                              | Brazília (BRA) · Hugo Hanashiro · Hugo Hoyama · 9-11, 11-8, 11-5, 5-11, 11-9, 11-7 | Dél-Korea (KOR) · Csu Szehjok · O Szangun · 5-11, 6-11, 6-11, 11-9, 9-11 | kiesett                                                               | kiesett                                                | kiesett           | kiesett           | 17.      |

Női
| Versenyző                       | Versenyszám | 64-es főtábla     | 48-as főtábla                                             | 32-es főtábla                                                          | Nyolcaddöntő      | Negyeddöntő       | Elődöntő          | Döntő             | Helyezés |
| Versenyző                       | Versenyszám | Ellenfél Eredmény | Ellenfél Eredmény                                         | Ellenfél Eredmény                                                      | Ellenfél Eredmény | Ellenfél Eredmény | Ellenfél Eredmény | Ellenfél Eredmény | Helyezés |
| ------------------------------- | ----------- | ----------------- | --------------------------------------------------------- | ---------------------------------------------------------------------- | ----------------- | ----------------- | ----------------- | ----------------- | -------- |
| Jie Schöpp                      | Egyes       |                   | Nikoleta Stefanova (ITA) · 11-5, 11-13, 11-5, 12-10, 11-7 | Umemura Aja (JPN) · 13-15, 11-9, 10-12, 11-4, 7-11, 3-11               | kiesett           | kiesett           | kiesett           | kiesett           | 17.      |
| Nicole Struse                   | Egyes       |                   | Nanthana Khamvong (THA) · 7-11, 4-11, 11-9, 7-11, 11-13   | kiesett                                                                | kiesett           | kiesett           | kiesett           | kiesett           | 33.      |
| Elke Schall-Wosik               | Egyes       |                   | Jian-Fang Lay (AUS) · 3-11, 11-6, 6-11, 11-7, 11-8, 12-10 | Niu Csien-feng (CHN) · 14-12, 14-12, 5-11, 12-10, 6-11, 2-11, 6-11     | kiesett           | kiesett           | kiesett           | kiesett           | 17.      |
| Nicole Struse Elke Schall-Wosik | Páros       |                   |                                                           | Új-Zéland (NZL) · Chunli Li · Karen Li · 6-11, 7-11, 7-11, 12-10, 6-11 | kiesett           | kiesett           | kiesett           | kiesett           | 17.      |

## Atlétika
Férfi
| Versenyző                                                 | Versenyszám     | Előfutam | Előfutam | Előfutam | Negyeddöntő | Negyeddöntő | Negyeddöntő | Elődöntő | Elődöntő | Elődöntő | Döntő         | Döntő         |
| Versenyző                                                 | Versenyszám     | Idő      | Hely.    | Össz.    | Idő         | Hely.       | Össz.       | Idő      | Hely.    | Össz.    | Idő           | Helyezés      |
| --------------------------------------------------------- | --------------- | -------- | -------- | -------- | ----------- | ----------- | ----------- | -------- | -------- | -------- | ------------- | ------------- |
| Alexander Kosenkow                                        | 100 m           | 10,28    | 4.       | 27.**    | 10,24       | 6.          | 21.***      | kiesett  | kiesett  | kiesett  | kiesett       | kiesett       |
| Sebastian Ernst                                           | 200 m           | 20,47    | 1.       | 7.       | 20,36       | 3.          | 8.*         | 20,63    | 5.       | 9.       | kiesett       | kiesett       |
| Till Helmke                                               | 200 m           | 20,73    | 5.       | 28.      | 20,76       | 4.          | 22.         | kiesett  | kiesett  | kiesett  | kiesett       | kiesett       |
| Tobias Unger                                              | 200 m           | 20,65    | 2.       | 18.      | 20,30       | 3.          | 5.          | 20,54    | 4.       | 7.       | 20,64         | 7.            |
| Ingo Schultz                                              | 400 m           | 45,88    | 2.       | 22.*     |             |             |             | 46,23    | 7.       | 21.      | kiesett       | kiesett       |
| René Herms                                                | 800 m           | 1:45,83  | 2.       | 12.      |             |             |             | 1:47,68  | 8.       | 21.      | kiesett       | kiesett       |
| Wolfram Müller                                            | 1500 m          | 3:46,75  | 9.       | 31.      |             |             |             | kiesett  | kiesett  | kiesett  | kiesett       | kiesett       |
| Jérôme Crews                                              | 110 m gát       | 13,83    | 7.       | 41.      | kiesett     | kiesett     | kiesett     | kiesett  | kiesett  | kiesett  | kiesett       | kiesett       |
| Mike Fenner                                               | 110 m gát       | 13,53    | 3.       | 25.      | 13,53       | 5.          | 17.*        | kiesett  | kiesett  | kiesett  | kiesett       | kiesett       |
| André Höhne                                               | 20 km gyaloglás |          |          |          |             |             |             |          |          |          | 1:21:56       | 8.            |
| André Höhne                                               | 50 km gyaloglás |          |          |          |             |             |             |          |          |          | nem ért célba | nem ért célba |
| Andreas Erm                                               | 50 km gyaloglás |          |          |          |             |             |             |          |          |          | kizárták      | kizárták      |
| Ronny Ostwald Tobias Unger Alexander Kosenkow Till Helmke | 4 × 100 m váltó | 38,64    | 6.       | 8.**     |             |             |             |          |          |          | kiesett       | kiesett       |
| Ingo Schultz Kamghe Gaba Ruwen Faller Bastian Swillims    | 4 × 400 m váltó | 3:02,77  | 3.       | 6.       |             |             |             |          |          |          | 3:02,22       | 7.            |

| Versenyző          | Versenyszám   | Selejtező             | Selejtező             | Döntő    | Döntő    |
| Versenyző          | Versenyszám   | Eredmény              | Helyezés              | Eredmény | Helyezés |
| ------------------ | ------------- | --------------------- | --------------------- | -------- | -------- |
| Roman Fricke       | Magasugrás    | 220 cm                | 26.***                | kiesett  | kiesett  |
| Lars Börgeling     | Rúdugrás      | 570 cm                | 1.****                | 575 cm   | 6.       |
| Danny Ecker        | Rúdugrás      | 570 cm                | 7.**                  | 575 cm   | 5.       |
| Tim Lobinger       | Rúdugrás      | 570 cm                | 12.*                  | 555 cm   | 11.*     |
| Nils Winter        | Távolugrás    | 751 cm                | 31.                   | kiesett  | kiesett  |
| Charles Friedek    | Hármasugrás   | érvényes ugrás nélkül | érvényes ugrás nélkül | kiesett  | kiesett  |
| Andreas Pohle      | Hármasugrás   | 16,29 m               | 31.                   | kiesett  | kiesett  |
| Ralf Bartels       | Súlylökés     | 20,65 m               | 3.                    | 20,26 m  | 8.       |
| Detlef Bock        | Súlylökés     | 18,89 m               | 33.                   | kiesett  | kiesett  |
| Peter Sack         | Súlylökés     | 19,09 m               | 28.                   | kiesett  | kiesett  |
| Michael Möllenbeck | Diszkoszvetés | 59,79 m               | 20.                   | kiesett  | kiesett  |
| Lars Riedel        | Diszkoszvetés | 64,20 m               | 3.                    | 62,80 m  | 7.       |
| Torsten Schmidt    | Diszkoszvetés | 63,40 m               | 6.                    | 61,18 m  | 9.       |
| Markus Esser       | Kalapácsvetés | 77,49 m               | 5.                    | 72,51 m  | 11.      |
| Karsten Kobs       | Kalapácsvetés | 76,69 m               | 11.                   | 76,30 m  | 8.       |
| Peter Esenwein     | Gerelyhajítás | 78,41 m               | 20.                   | kiesett  | kiesett  |
| Christian Nicolay  | Gerelyhajítás | 79,77 m               | 16.                   | kiesett  | kiesett  |

| Versenyző         | Versenyszám | 100 m | 100 m | Távolugrás | Távolugrás | Súlylökés | Súlylökés | Magasugrás | Magasugrás | 400 m            | 400 m            | 110 m gát        | 110 m gát        | Diszkoszvetés    | Diszkoszvetés    | Rúdugrás         | Rúdugrás         | Gerelyhajítás    | Gerelyhajítás    | 1500 m           | 1500 m           | Végeredmény   | Végeredmény   |
| Versenyző         | Versenyszám | Idő   | Pont  | Eredmény   | Pont       | Eredmény  | Pont      | Eredmény   | Pont       | Idő              | Pont             | Idő              | Pont             | Eredmény         | Pont             | Eredmény         | Pont             | Eredmény         | Pont             | Idő              | Pont             | Pont          | Helyezés      |
| ----------------- | ----------- | ----- | ----- | ---------- | ---------- | --------- | --------- | ---------- | ---------- | ---------------- | ---------------- | ---------------- | ---------------- | ---------------- | ---------------- | ---------------- | ---------------- | ---------------- | ---------------- | ---------------- | ---------------- | ------------- | ------------- |
| Stefan Drews      | Tízpróba    | 10,87 | 890   | 738 cm     | 905        | 13,07 m   | 672       | 188 cm     | 696        | 48,51            | 885              | 14,01            | 973              | 40,11 m          | 667              | 500 cm           | 910              | 51,53 m          | 611              | 4:34,21          | 717              | 7926          | 19.           |
| Dennis Leyckes    | Tízpróba    | 11,05 | 850   | 705 cm     | 826        | 12,84 m   | 657       | 191 cm     | 723        | nem állt rajthoz | nem állt rajthoz | nem állt rajthoz | nem állt rajthoz | nem állt rajthoz | nem állt rajthoz | nem állt rajthoz | nem állt rajthoz | nem állt rajthoz | nem állt rajthoz | nem állt rajthoz | nem állt rajthoz | nem ért célba | nem ért célba |
| Florian Schönbeck | Tízpróba    | 10,90 | 883   | 730 cm     | 886        | 14,77 m   | 776       | 188 cm     | 696        | 50,30            | 801              | 14,34            | 931              | 44,41 m          | 755              | 500 cm           | 910              | 60,89 m          | 751              | 4:38,82          | 688              | 8077          | 12.           |

Női
| Versenyző                                                | Versenyszám     | Előfutam | Előfutam | Előfutam | Negyeddöntő | Negyeddöntő | Negyeddöntő | Elődöntő      | Elődöntő      | Elődöntő      | Döntő         | Döntő         |
| Versenyző                                                | Versenyszám     | Idő      | Hely.    | Össz.    | Idő         | Hely.       | Össz.       | Idő           | Hely.         | Össz.         | Idő           | Helyezés      |
| -------------------------------------------------------- | --------------- | -------- | -------- | -------- | ----------- | ----------- | ----------- | ------------- | ------------- | ------------- | ------------- | ------------- |
| Sina Schielke                                            | 100 m           | 11,46    | 6.       | 36.*     | kiesett     | kiesett     | kiesett     | kiesett       | kiesett       | kiesett       | kiesett       | kiesett       |
| Claudia Gesell                                           | 800 m           | 2:03,87  | 4.       | 27.      |             |             |             | 1:58,41       | 2.            | 2.            | 1:56,88       | 5.            |
| Irina Mikitenko                                          | 5000 m          | 15:02,16 | 6.       | 13.      |             |             |             |               |               |               | 15:03,36      | 7.            |
| Sabrina Mockenhaupt                                      | 10 000 m        |          |          |          |             |             |             |               |               |               | 32:00,85      | 15.           |
| Juliane Sprenger-Afflerbach                              | 100 m gát       | 13,28    | 6.       | 26.      |             |             |             | kiesett       | kiesett       | kiesett       | kiesett       | kiesett       |
| Kirsten Bolm                                             | 100 m gát       | 12,85    | 4.       | 10.      |             |             |             | nem ért célba | nem ért célba | nem ért célba | kiesett       | kiesett       |
| Nadine Hentschke                                         | 100 m gát       | 13,36    | 6.       | 28.      |             |             |             | kiesett       | kiesett       | kiesett       | kiesett       | kiesett       |
| Ulrike Urbansky                                          | 400 m gát       | 55,15    | 3.       | 13.      |             |             |             | 56,44         | 7.            | 15.           | kiesett       | kiesett       |
| Ulrike Maisch                                            | Maraton         |          |          |          |             |             |             |               |               |               | nem ért célba | nem ért célba |
| Luminita Zaituc                                          | Maraton         |          |          |          |             |             |             |               |               |               | 2:36:45       | 18.           |
| Melanie Seeger                                           | 20 km gyaloglás |          |          |          |             |             |             |               |               |               | 1:29:52       | 5.            |
| Sabine Zimmer                                            | 20 km gyaloglás |          |          |          |             |             |             |               |               |               | 1:31:59       | 16.           |
| Sina Schielke Marion Wagner Birgit Rockmeier Katja Wakan | 4 × 100 m váltó | 43,64    | 6.       | 12.      |             |             |             |               |               |               | kiesett       | kiesett       |
| Claudia Hoffmann Claudia Marx Jana Neubert Grit Breuer   | 4 × 400 m váltó | 3:27,75  | 4.       | 10.      |             |             |             |               |               |               | kiesett       | kiesett       |

| Versenyző           | Versenyszám   | Selejtező | Selejtező | Döntő    | Döntő    |
| Versenyző           | Versenyszám   | Eredmény  | Helyezés  | Eredmény | Helyezés |
| ------------------- | ------------- | --------- | --------- | -------- | -------- |
| Caroline Hingst     | Rúdugrás      | 430 cm    | 22.       | kiesett  | kiesett  |
| Floé Kühnert        | Rúdugrás      | 415 cm    | 24.*****  | kiesett  | kiesett  |
| Silke Spiegelburg   | Rúdugrás      | 440 cm    | 15.       | 420 cm   | 13.*     |
| Bianca Kappler      | Távolugrás    | 669 cm    | 7.        | 666 cm   | 9.       |
| Nadine Beckel       | Súlylökés     | 17,11 m   | 22.       | kiesett  | kiesett  |
| Nadine Kleinert     | Súlylökés     | 18,65 m   | 5.        | 19,55 m  |          |
| Astrid Kumbernuss   | Súlylökés     | 17,89 m   | 15.       | kiesett  | kiesett  |
| Franka Dietzsch     | Diszkoszvetés | 58,12 m   | 27.       | kiesett  | kiesett  |
| Andrea Bunjes       | Kalapácsvetés | 70,73 m   | 6.        | 68,40 m  | 11.      |
| Betty Heidler       | Kalapácsvetés | 69,81 m   | 8.        | 72,73 m  | 4.       |
| Susanne Keil        | Kalapácsvetés | 66,35 m   | 21.       | kiesett  | kiesett  |
| Steffi Nerius       | Gerelyhajítás | 62,14 m   | 5.        | 65,82 m  |          |
| Christina Obergföll | Gerelyhajítás | 60,41 m   | 15.       | kiesett  | kiesett  |
| Annika Suthe        | Gerelyhajítás | 58,70 m   | 21.       | kiesett  | kiesett  |

| Versenyző            | Versenyszám | 100 m gát | 100 m gát | Magasugrás | Magasugrás | Súlylökés | Súlylökés | 200 m | 200 m | Távolugrás | Távolugrás | Gerelyhajítás | Gerelyhajítás | 800 m   | 800 m | Végeredmény | Végeredmény |
| Versenyző            | Versenyszám | Idő       | Pont      | Eredmény   | Pont       | Eredmény  | Pont      | Idő   | Pont  | Eredmény   | Pont       | Eredmény      | Pont          | Idő     | Pont  | Pont        | Helyezés    |
| -------------------- | ----------- | --------- | --------- | ---------- | ---------- | --------- | --------- | ----- | ----- | ---------- | ---------- | ------------- | ------------- | ------- | ----- | ----------- | ----------- |
| Karin Ertl           | Hétpróba    | 13,52     | 1047      | 173 cm     | 891        | 13,92 m   | 789       | 24,71 | 914   | 603 cm     | 859        | 44,45 m       | 753           | 2:18,68 | 842   | 6095        | 17.         |
| Sonja Kesselschläger | Hétpróba    | 13,38     | 1068      | 176 cm     | 928        | 14,53 m   | 829       | 25,23 | 866   | 642 cm     | 981        | 42,99 m       | 725           | 2:15,21 | 890   | 6287        | 6.          |
| Claudia Tonn         | Hétpróba    | 13,90     | 993       | 182 cm     | 1003       | 11,92 m   | 656       | 24,84 | 902   | 635 cm     | 959        | 41,12 m       | 689           | 2:10,77 | 953   | 6155        | 12.         |

* - egy másik versenyzővel azonos időt/eredményt ért el

** - két másik versenyzővel azonos időt/eredményt ért el

*** - három másik versenyzővel azonos időt/eredményt ért el

**** - négy másik versenyzővel azonos eredményt ért el

***** - hét másik versenyzővel azonos eredményt ért el

## Birkózás

### Férfi
Kötöttfogású
| Versenyző            | Versenyszám | Csoportkör | Csoportkör | Negyeddöntő       | Elődöntő          | Bronz- mérkőzés   | Döntő             | Helyezés |
| Versenyző            | Versenyszám | Ellenfél Eredmény                                                                                              | Hely.      | Ellenfél Eredmény | Ellenfél Eredmény | Ellenfél Eredmény | Ellenfél Eredmény | Helyezés |
| -------------------- | ----------- | --- | ---------- | ----------------- | ----------------- | ----------------- | ----------------- | -------- |
| Jurij Kohl           | 60 kg       | F csoport · Alekszej Sevcov (RUS) · 0-7 · Aj Linuer (CHN) · 2-3                                                | 3.         | kiesett           | kiesett           | kiesett           | kiesett           | 19.      |
| Jannis Zamanduridis  | 66 kg       | F csoport · Mhitar Manukjan (KAZ) · 2-3 · Konsztandínosz Arkudéasz (GRE) · 2-3 · Gordon Wood (USA) · 5-2       | 3.         | kiesett           | kiesett           | kiesett           | kiesett           | 7.       |
| Konstantin Schneider | 74 kg       | F csoport · Vartyeresz Szamurgasev (RUS) · 3-8 · Volodimir Sackih (UKR) · TUS · Mohammad Babulfath (SWE) · 4-0 | 2.         | kiesett           | kiesett           | kiesett           | kiesett           | 7.       |
| Mirko Englich        | 96 kg       | B csoport · Ramaz Nozadze (GEO) · 1-3 · David Saldadze (UKR) · 3-1                                             | 2.         | kiesett           | kiesett           | kiesett           | kiesett           | 11.      |

Szabadfogású
| Versenyző           | Versenyszám | Csoportkör                                                         | Csoportkör | Negyeddöntő       | Elődöntő          | Bronz- mérkőzés   | Döntő             | Helyezés |
| Versenyző           | Versenyszám | Ellenfél Eredmény                                                  | Hely.      | Ellenfél Eredmény | Ellenfél Eredmény | Ellenfél Eredmény | Ellenfél Eredmény | Helyezés |
| ------------------- | ----------- | ------------------------------------------------------------------ | ---------- | ----------------- | ----------------- | ----------------- | ----------------- | -------- |
| Davyd Bichinashvili | 84 kg       | D csoport · Yoel Romero (CUB) · 0-3 · Jeffrey Cobb (GUM) · 10-0    | 2.         | kiesett           | kiesett           | kiesett           | kiesett           | 11.      |
| Sven Thiele         | 120 kg      | D csoport · Aydın Polatçı (TUR) · 1-5 · Rareș Chintoan (ROU) · 4-0 | 2.         | kiesett           | kiesett           | kiesett           | kiesett           | 9.       |

### Női
Szabadfogású
| Versenyző       | Versenyszám | Csoportkör                                                           | Csoportkör | Elődöntő                                            | Bronz- mérkőzés                                 | Döntő             | Helyezés |
| Versenyző       | Versenyszám | Ellenfél Eredmény                                                    | Hely.      | Ellenfél Eredmény                                   | Ellenfél Eredmény                               | Ellenfél Eredmény | Helyezés |
| --------------- | ----------- | -------------------------------------------------------------------- | ---------- | --------------------------------------------------- | ----------------------------------------------- | ----------------- | -------- |
| Brigitte Wagner | 48 kg       | A csoport · Icsó Csiharu (JPN) · TUS · Lyndsay Belisle (CAN) · 4-3   | 2.         | 5–8. helyért · Cogtbadzarín Enhdzsargal (MGL) · TUS | 5. helyért · Lorisza Oorzsak (RUS) · 1-3        |                   | 6.       |
| Stephanie Gross | 63 kg       | A csoport · Sztavrúla Zigúri (GRE) · 1-4 · Sara Eriksson (SWE) · 3-0 | 2.         | 5–8. helyért · Viola Yanik (CAN) · 1-4              | kiesett                                         |                   | 7.       |
| Anita Schätzle  | 72 kg       | A csoport · Gjuzel Manyurova (RUS) · TUS · Marina Gastl (AUT) · 4-1  | 2.         | 5–8. helyért · María Luíza Vrióni (GRE) · TUS       | 5. helyért · Christine Nordhagen (CAN) · 0-4 PA |                   | 6.       |

PA - visszalépett (birói döntéssel 0-4)

## Cselgáncs
Férfi
| Versenyző         | Versenyszám  | Selejtező         | 32-es főtábla                         | Nyolcaddöntő                        | Negyeddöntő                        | Elődöntő                        | Vigaszág első kör                       | Vigaszág negyeddöntő                | Vigaszág elődöntő                      | Bronz- mérkőzés                    | Döntő             | Helyezés    |
| Versenyző         | Versenyszám  | Ellenfél Eredmény | Ellenfél Eredmény                     | Ellenfél Eredmény                   | Ellenfél Eredmény                  | Ellenfél Eredmény               | Ellenfél Eredmény                       | Ellenfél Eredmény                   | Ellenfél Eredmény                      | Ellenfél Eredmény                  | Ellenfél Eredmény | Helyezés    |
| ----------------- | ------------ | ----------------- | ------------------------------------- | ----------------------------------- | ---------------------------------- | ------------------------------- | --------------------------------------- | ----------------------------------- | -------------------------------------- | ---------------------------------- | ----------------- | ----------- |
| Oliver Gussenberg | Légsúly      |                   | Szjarhej Novikav (BLR) · 1010-0100    | Nomura Tadahiro (JPN) · 0000-1000   |                                    |                                 | Modesto Lara (DOM) · 0012-0000          | Miguel Albarracín (ARG) · 1000-0000 | Cshö Minho (KOR) · 0000-1110           | kiesett                            |                   | 7.          |
| Florian Wanner    | Váltósúly    |                   | José Boissard (DOM) · 1001-0000       | Ammár Benihlef (ALG) · 1002-0000    | Roman Hontyuk (UKR) · 0000-1020    |                                 |                                         | Ádil Belgájid (MAR) · 0201-0000     | Mehman Əzizov (AZE) · 0000-1000        | kiesett                            |                   | 7.          |
| Gerhard Dempf     | Középsúly    |                   | Mark Huizinga (NED) · 0000-1000       | kiesett                             | kiesett                            | kiesett                         |                                         |                                     |                                        |                                    |                   | helyezetlen |
| Michael Jurack    | Félnehézsúly |                   | Vaszíliosz Iliádisz (GRE) · 1000-0000 | Oreidis Despaigne (CUB) · 1001-0000 | Ghislain Lemaire (FRA) · 0020-0012 | Csang Szongho (KOR) · 0000-1001 |                                         |                                     |                                        | Mövlud Mirəliyev (AZE) · 1030-0001 |                   |             |
| Andreas Tölzer    | Nehézsúly    |                   | Szuzuki Keidzsi (JPN) · 0010-0120     |                                     |                                    |                                 | Harálambosz Papaioánu (GRE) · 0200-0000 | Jurij Ribak (BLR) · 1000-0000       | Dennis van der Geest (NED) · 0000-1000 | kiesett                            |                   | 7.          |

Női
| Versenyző          | Versenyszám  | Selejtező                          | Nyolcaddöntő                      | Negyeddöntő                         | Elődöntő                              | Vigaszág első kör | Vigaszág negyeddöntő                  | Vigaszág elődöntő | Bronz- mérkőzés                      | Döntő                        | Helyezés    |
| Versenyző          | Versenyszám  | Ellenfél Eredmény                  | Ellenfél Eredmény                 | Ellenfél Eredmény                   | Ellenfél Eredmény                     | Ellenfél Eredmény | Ellenfél Eredmény                     | Ellenfél Eredmény | Ellenfél Eredmény                    | Ellenfél Eredmény            | Helyezés    |
| ------------------ | ------------ | ---------------------------------- | --------------------------------- | ----------------------------------- | ------------------------------------- | ----------------- | ------------------------------------- | ----------------- | ------------------------------------ | ---------------------------- | ----------- |
| Julia Matijass     | Légsúly      |                                    | Carolyne Lepage (CAN) · 1100-0000 | Je Gurim (KOR) · 1000-0000          | Frédérique Jossinet (FRA) · 0000-1000 |                   |                                       |                   | María Karajanopúlu (GRE) · 1000-0000 |                              |             |
| Raffaella Imbriani | Harmatsúly   | Charlee Minkin (USA) · 0001-0000   | María Celarídu (GRE) · 1002-0000  | Hszien Tung-mej (CHN) · 0010-0221   |                                       |                   | Szalíma esz-Szuákri (ALG) · 0001-0110 | kiesett           | kiesett                              |                              | helyezetlen |
| Ivonne Bönisch     | Könnyűsúly   | Isabel Fernández (ESP) · 0121-0011 | Jessica García (PUR) · 1000-0000  | Kuszakabe Kie (JPN) · 0200-0000     | Deborah Gravenstijn (NED) · 1000-0000 |                   |                                       |                   |                                      | Kje Szunhi (PRK) · 0011-0010 |             |
| Anna von Harnier   | Váltósúly    | Marie Chisholm (CAN) · 0001-1000   | kiesett                           | kiesett                             | kiesett                               |                   |                                       |                   |                                      |                              | helyezetlen |
| Annett Böhm        | Középsúly    |                                    | Csin Tung-ja (CHN) · 1011-0001    | Catherine Roberge (CAN) · 0011-0000 | Edith Bosch (NED) · 0000-0110         |                   |                                       |                   | Catherine Jacques (BEL) · 1000-0000  |                              |             |
| Uta Kühnen         | Félnehézsúly |                                    | Yurisel Laborde (CUB) · 0001-0011 | kiesett                             | kiesett                               |                   |                                       |                   |                                      |                              | helyezetlen |
| Sandra Köppen      | Nehézsúly    | Lucija Polavder (SLO) · 1010-0000  | Carmen Chalá (ECU) · 0001-0010    | kiesett                             | kiesett                               |                   |                                       |                   |                                      |                              | helyezetlen |

## Evezés
Férfi
| Versenyző | Versenyszám                          | Előfutam | Előfutam | Vigaszág | Vigaszág | Elődöntő | Elődöntő | Elődöntő | Döntő | Döntő   | Döntő | Helyezés |
| Versenyző | Versenyszám                          | Idő      | Hely.    | Idő      | Hely.    | Típus    | Idő      | Hely.    | Típus | Idő     | Hely. | Helyezés |
| --- | ------------------------------------ | -------- | -------- | -------- | -------- | -------- | -------- | -------- | ----- | ------- | ----- | -------- |
| Marcel Hacker | Egypárevezős                         | 7:17,55  | 1.       |          |          | A/B/C    | 6:55,98  | 3.       | B     | 6:47,26 | 1.    | 7.       |
| René Bertram Christian Schreiber | Kétpárevezős                         | 6:58,22  | 4.       | 6:16,94  | 3.       | A/B      | 6:20,70  | 5.       | B     | 6:14,97 | 2.    | 9.       |
| Tobias Kühne Jan Herzog | Kormányos nélküli kettes             | 7:14,16  | 4.       | 6:28,40  | 1.       | A/B      | 6:25,47  | 1.       | A     | 6:46,50 | 6.    | 6.       |
| Manuel Brehmer Ingo Euler | Könnyűsúlyú kétpárevezős             | 6:25,22  | 3.       | 6:21,57  | 3.       | C/D      | 6:23,22  | 1.       | C     | 6:45,62 | 1.    | 13.      |
| André Willms Stephan Volkert Marco Geisler Robert Sens                                                                                              | Négypárevezős                        | 5:43,17  | 1.       |          |          | A/B      | 5:42,85  | 2.       | A     | 6:07,04 | 5.    | 5.       |
| Jochen Urban Sebastian Thormann Philipp Stüer Bernd Heidicker                                                                                       | Kormányos nélküli négyes             | 6:33,14  | 3.       |          |          | A/B      | 5:54,45  | 4.       | B     | 5:48,52 | 1.    | 7.       |
| Martin Müller-Falcke Axel Schuster Stefan Locher Andreas Bech                                                                                       | Könnyűsúlyú kormányos nélküli négyes | 5:52,68  | 3.       |          |          | A/B      | 6:03,08  | 5.       | B     | 6:23,28 | 5.    | 11.      |
| Sebastian Schulte Stephan Koltzk Jörg Diessner Thorsten Engelmann Jan-Martin Bröer Enrico Schnabel Ulf Siemes Michael Ruhe Peter Thiede (kormányos) | Nyolcas                              | 5:27,72  | 3.       | 5:33,07  | 2.       |          |          |          | A     | 5:49,43 | 4.    | 4.       |

Női
| Versenyző | Versenyszám              | Előfutam | Előfutam | Vigaszág | Vigaszág | Elődöntő | Elődöntő | Elődöntő | Döntő | Döntő   | Döntő | Helyezés |
| Versenyző | Versenyszám              | Idő      | Hely.    | Idő      | Hely.    | Típus    | Idő      | Hely.    | Típus | Idő     | Hely. | Helyezés |
| --- | ------------------------ | -------- | -------- | -------- | -------- | -------- | -------- | -------- | ----- | ------- | ----- | -------- |
| Katrin Rutschow-Stomporowski | Egypárevezős             | 7:35,20  | 1.       |          |          | A/B      | 7:30,82  | 1.       | A     | 7:18,12 | 1.    |          |
| Peggy Waleska Britta Oppelt | Kétpárevezős             | 7:28,89  | 1.       |          |          |          |          |          | A     | 7:02,78 | 2.    |          |
| Maren Derlien Sandra Goldbach | Kormányos nélküli kettes | 7:44,00  | 3.       | 7:11,30  | 2.       |          |          |          | A     | 7:20,20 | 5.    | 5.       |
| Daniela Reimer Claudia Blasberg | Könnyűsúlyú kétpárevezős | 6:52,47  | 1.       |          |          | A/B      | 6:53,43  | 3.       | A     | 6:57,33 | 2.    |          |
| Kathrin Boron Meike Evers Manuela Lutze Kerstin Kowalski-El-Qalqili                                                                        | Négypárevezős            | 6:16,49  | 1.       |          |          |          |          |          | A     | 6:29,29 | 1.    |          |
| Elke Hipler Britta Holthaus Maja Tucholke Anja Pyritz Susanne Schmidt Nicole Zimmermann Silke Günther Lenka Wech Annina Ruppel (kormányos) | Nyolcas                  | 5:59,75  | 3.       | 6:06,86  | 2.       |          |          |          | A     | 6:21,99 | 5.    | 5.       |

## Gyeplabda

### Férfi
| #               | Név                  |         |         |         |         |         |         |         |
| Kapusok         | Kapusok              | Kapusok | Kapusok | Kapusok | Kapusok | Kapusok | Kapusok | Kapusok |
| --------------- | -------------------- | ------- | ------- | ------- | ------- | ------- | ------- | ------- |
| 1               | Clemens Arnold       |         |         |         |         |         |         |         |
| 2               | Christian Schulte    |         |         |         |         |         |         |         |
| Mezőnyjátékosok |                      |         |         |         |         |         |         |         |
| 4               | Philipp Crone        |         |         |         |         |         |         |         |
| 6               | Eike Duckwitz        |         |         |         |         |         |         |         |
| 7               | Björn Michel         |         |         |         |         |         |         |         |
| 8               | Sascha Reinelt       |         |         |         |         |         |         |         |
| 10              | Christoph Eimer      |         |         |         |         |         |         |         |
| 11              | Björn Emmerling      |         |         |         |         |         |         |         |
| 12              | Sebastian Biederlack |         |         |         |         |         |         |         |
| 14              | Tibor Weissenborn    |         |         |         |         |         |         |         |
| 15              | Florian Kunz (CSK)   |         |         |         |         |         |         |         |
| 17              | Timo Wess            |         |         |         |         |         |         |         |
| 18              | Christoph Bechmann   |         |         |         |         |         |         |         |
| 19              | Christoph Zeller     |         |         |         |         |         |         |         |
| 22              | Matthias Witthaus    |         |         |         |         |         |         |         |
| 26              | Justus Scharowsky    |         |         |         |         |         |         |         |
| Tartalékok      |                      |         |         |         |         |         |         |         |
| Vezetőedző      |                      |         |         |         |         |         |         |         |
|                 | Bernhard Peters      |         |         |         |         |         |         |         |

#### Eredmények
Csoportkör
A csoport
| Csapat               | M | Gy | D | V | G+ | G– | Gk  | P  |
| -------------------- | - | -- | - | - | -- | -- | --- | -- |
| Spanyolország (ESP)  | 5 | 3  | 2 | 0 | 14 | 3  | +11 | 11 |
| Németország (GER)    | 5 | 3  | 2 | 0 | 15 | 6  | +9  | 11 |
| Pakisztán (PAK)      | 5 | 3  | 0 | 2 | 19 | 8  | +11 | 9  |
| Dél-Korea (KOR)      | 5 | 2  | 2 | 1 | 17 | 8  | +9  | 8  |
| Nagy-Britannia (GBR) | 5 | 1  | 0 | 4 | 9  | 21 | –12 | 3  |
| Egyiptom (EGY)       | 5 | 0  | 0 | 5 | 2  | 30 | –28 | 0  |

| 2004. augusztus 15. 18:30 | Németország (GER)         | 2–1   | Pakisztán (PAK) | Játékvezetők: Ray O’Connor (IRL), John Wright (RSA) |
| 2004. augusztus 15. 18:30 | Emmerling 7' · Michel 31' | (1–0) | Butt 43'        | Játékvezetők: Ray O’Connor (IRL), John Wright (RSA) |

| 2004. augusztus 17. 20:30 | Spanyolország (ESP)                      | 1–1        | Németország (GER) | Játékvezetők: Henrik Ehlers (DEN), Murray Grime (AUS) |
| 2004. augusztus 17. 20:30 | Freixa 28'                               | (1–0)      | Bechmann 64'      | Játékvezetők: Henrik Ehlers (DEN), Murray Grime (AUS) |
| 2004. augusztus 17. 20:30 | Amat 20' Alegre 40' Ribas 42' Freixa 69' | Büntetések | Michel 61'        | Játékvezetők: Henrik Ehlers (DEN), Murray Grime (AUS) |

| 2004. augusztus 19. 18:00 | Németország (GER)                                             | 6–1        | Egyiptom (EGY) | Játékvezetők: Xavier Adell (ESP), David Gentles (AUS) |
| 2004. augusztus 19. 18:00 | Zeller 17', 67' · Witthaus 38' · Kunz 46' · Bechmann 49', 58' | (1–1)      | Enaba 24'      | Játékvezetők: Xavier Adell (ESP), David Gentles (AUS) |
| 2004. augusztus 19. 18:00 | Zeller 37'                                                    | Büntetések | Hagag 19'      | Játékvezetők: Xavier Adell (ESP), David Gentles (AUS) |

| 2004. augusztus 21. 20:30 | Németország (GER)                               | 4–1        | Nagy-Britannia (GBR)                | Játékvezetők: Jason McCracken (NZL), Sumesh Putra (CAN) |
| 2004. augusztus 21. 20:30 | Zeller 21', 39' · Witthaus 38' · Scharowsky 52' | (1–0)      | Moodie 60'                          | Játékvezetők: Jason McCracken (NZL), Sumesh Putra (CAN) |
| 2004. augusztus 21. 20:30 | Weissenborn 4'                                  | Büntetések | Parnham 30' Stott 37' Middleton 61' | Játékvezetők: Jason McCracken (NZL), Sumesh Putra (CAN) |

| 2004. augusztus 23. 18:30 | Dél-Korea (KOR)                                                  | 2–2        | Németország (GER)                | Játékvezetők: Henrik Ehlers (DEN), John Wright (RSA) |
| 2004. augusztus 23. 18:30 | I Dzsongszon 8', 54'                                             | (1–1)      | Zeller 35' · Emmerling 66'       | Játékvezetők: Henrik Ehlers (DEN), John Wright (RSA) |
| 2004. augusztus 23. 18:30 | Jo Ungon 15' Cson Dzsongha 16' Szong Szongthe 25' Kim Jongbe 69' | Büntetések | Weissenborn 21' 59' Bechmann 46' | Játékvezetők: Henrik Ehlers (DEN), John Wright (RSA) |

Elődöntő
| 2004. augusztus 25. 18:30 | Hollandia (NED)                             | 3–2        | Németország (GER)          | Játékvezetők: Murray Grime (AUS), Ray O’Connor (IRL) |
| 2004. augusztus 25. 18:30 | Taekema 5' · Eikelboom 47' · de Nooijer 52' | (1–1)      | Witthaus 3' · Bechmann 58' | Játékvezetők: Murray Grime (AUS), Ray O’Connor (IRL) |
| 2004. augusztus 25. 18:30 | Jazet 17' de Nooijer 57'                    | Büntetések |                            | Játékvezetők: Murray Grime (AUS), Ray O’Connor (IRL) |

Bronzmérkőzés
| 2004. augusztus 27. 18:00 | Németország (GER)                                                  | 4–3 (h. u.) | Spanyolország (ESP)         | Játékvezetők: Murray Grime (AUS), Henrik Ehlers (DEN) |
| 2004. augusztus 27. 18:00 | Reinelt 22' · Duckwitz 45' · Emmerling 49' · Michel 75' (aranygól) | (1–1, 3–3)  | Freixa 31' · Tubau 39', 47' | Játékvezetők: Murray Grime (AUS), Henrik Ehlers (DEN) |
| 2004. augusztus 27. 18:00 | Eimer 12'                                                          | Büntetések  |                             | Játékvezetők: Murray Grime (AUS), Henrik Ehlers (DEN) |

| Csapat            | Helyezés |
| ----------------- | -------- |
| Németország (GER) |          |

### Női
| #               | Név                     |         |         |         |         |         |         |         |
| Kapusok         | Kapusok                 | Kapusok | Kapusok | Kapusok | Kapusok | Kapusok | Kapusok | Kapusok |
| --------------- | ----------------------- | ------- | ------- | ------- | ------- | ------- | ------- | ------- |
| 17              | Louisa Walter           |         |         |         |         |         |         |         |
| 23              | Julia Zwehl             |         |         |         |         |         |         |         |
| Mezőnyjátékosok |                         |         |         |         |         |         |         |         |
| 2               | Tina Bachmann           |         |         |         |         |         |         |         |
| 3               | Denise Klecker          |         |         |         |         |         |         |         |
| 4               | Mandy Haase             |         |         |         |         |         |         |         |
| 5               | Nadine Ernsting-Krienke |         |         |         |         |         |         |         |
| 6               | Caroline Casaretto      |         |         |         |         |         |         |         |
| 7               | Natascha Keller         |         |         |         |         |         |         |         |
| 10              | Silke Müller            |         |         |         |         |         |         |         |
| 13              | Marion Rodewald (CSK)   |         |         |         |         |         |         |         |
| 15              | Heike Lätzsch           |         |         |         |         |         |         |         |
| 16              | Fanny Rinne             |         |         |         |         |         |         |         |
| 18              | Anke Kühn               |         |         |         |         |         |         |         |
| 21              | Badri Latif             |         |         |         |         |         |         |         |
| 27              | Sonja Lehmann           |         |         |         |         |         |         |         |
| 32              | Franziska Gude          |         |         |         |         |         |         |         |
| Tartalékok      |                         |         |         |         |         |         |         |         |
| Vezetőedző      |                         |         |         |         |         |         |         |         |
|                 | Markus Weise            |         |         |         |         |         |         |         |

#### Eredmények
Csoportkör
B csoport
| Csapat                        | M | Gy | D | V | G+ | G– | Gk | P  |
| ----------------------------- | - | -- | - | - | -- | -- | -- | -- |
| Hollandia (NED)               | 4 | 4  | 0 | 0 | 14 | 5  | +9 | 12 |
| Németország (GER)             | 4 | 2  | 0 | 2 | 6  | 10 | –4 | 6  |
| Dél-Korea (KOR)               | 4 | 1  | 1 | 2 | 9  | 8  | +1 | 4  |
| Ausztrália (AUS)              | 4 | 1  | 1 | 2 | 6  | 5  | +1 | 4  |
| Dél-afrikai Köztársaság (RSA) | 4 | 1  | 0 | 3 | 5  | 12 | –7 | 3  |

| 2004. augusztus 14. 18:00 | Ausztrália (AUS) | 1–2        | Németország (GER)                 | Játékvezetők: Soledad Iparraguirre (ARG), Chieko Akiyama (JPN) |
| 2004. augusztus 14. 18:00 | Towers 58'       | (0–2)      | Ernsting-Krienke 21' · Müller 34' | Játékvezetők: Soledad Iparraguirre (ARG), Chieko Akiyama (JPN) |
| 2004. augusztus 14. 18:00 | Twitt 11'        | Büntetések | Ernsting-Krienke 11'              | Játékvezetők: Soledad Iparraguirre (ARG), Chieko Akiyama (JPN) |

| 2004. augusztus 18. 10:30 | Hollandia (NED)                                                  | 4–1        | Németország (GER)    | Játékvezetők: Chieko Akiyama (JPN), Marelize de Clerk (RSA) |
| 2004. augusztus 18. 10:30 | Scheepstra 7' · Boomgaardt 19' · van Geenhuizen 21' · Karres 29' | (4–0)      | Ernsting-Krienke 40' | Játékvezetők: Chieko Akiyama (JPN), Marelize de Clerk (RSA) |
| 2004. augusztus 18. 10:30 | Mulder 49'                                                       | Büntetések | Kühn 36' Rinne 66'   | Játékvezetők: Chieko Akiyama (JPN), Marelize de Clerk (RSA) |

| 2004. augusztus 20. 18:00 | Németország (GER)               | 0–3        | Dél-afrikai Köztársaság (RSA)          | Játékvezetők: Lyn Farrell (NZL), Sarah Garnet (NZL) |
| 2004. augusztus 20. 18:00 |                                 | (0–1)      | Wehmeyer 4' · Coetzee 45' · Wilson 56' | Játékvezetők: Lyn Farrell (NZL), Sarah Garnet (NZL) |
| 2004. augusztus 20. 18:00 | Keller 16' Kühn 19' Lehmann 54' | Büntetések | Wehmeyer 26'                           | Játékvezetők: Lyn Farrell (NZL), Sarah Garnet (NZL) |

| 2004. augusztus 22. 8:30 | Németország (GER)                   | 3–2        | Dél-Korea (KOR)                  | Játékvezetők: Carolina de la Fuente (ARG), Soledad Iparraguirre (ARG) |
| 2004. augusztus 22. 8:30 | Kühn 11' · Gude 30' · Casaretto 59' | (2–1)      | Pak Mihjon 32' · Kim Szongun 70' | Játékvezetők: Carolina de la Fuente (ARG), Soledad Iparraguirre (ARG) |
| 2004. augusztus 22. 8:30 | Haase 19'                           | Büntetések | Ju Hidzsu 49'                    | Játékvezetők: Carolina de la Fuente (ARG), Soledad Iparraguirre (ARG) |

Elődöntő
| 2004. augusztus 24. 20:30 | Kína (CHN)                                                       | 0–0 (h. u.) | Németország (GER)                  | Játékvezetők: Marelize de Clerk (RSA), Soledad Iparraguirre (ARG) |
| 2004. augusztus 24. 20:30 |                                                                  |             |                                    | Játékvezetők: Marelize de Clerk (RSA), Soledad Iparraguirre (ARG) |
| 2004. augusztus 24. 20:30 | Fu Pao-zsung 26'                                                 | Büntetések  |                                    | Játékvezetők: Marelize de Clerk (RSA), Soledad Iparraguirre (ARG) |
| 2004. augusztus 24. 20:30 | Büntetőpárbaj:                                                   |             |                                    | Játékvezetők: Marelize de Clerk (RSA), Soledad Iparraguirre (ARG) |
| 2004. augusztus 24. 20:30 | Fu Pao-zsung Kao Li-hua Maj Sao-jen Tang Csun-ling Csou Van-feng | 3–4         | Rinne Klecker Bachmann Keller Gude | Játékvezetők: Marelize de Clerk (RSA), Soledad Iparraguirre (ARG) |

Döntő
| 2004. augusztus 26. 20:30 | Hollandia (NED) | 1–2        | Németország (GER)  | Játékvezetők: Marelize de Clerk (RSA) , Soledad Iparraguirre (ARG) |
| 2004. augusztus 26. 20:30 | Scheepstra 38'  | (0–2)      | Kühn 6' · Gude 20' | Játékvezetők: Marelize de Clerk (RSA) , Soledad Iparraguirre (ARG) |
| 2004. augusztus 26. 20:30 | Mulder 52'      | Büntetések | Müller 33'         | Játékvezetők: Marelize de Clerk (RSA) , Soledad Iparraguirre (ARG) |

| Csapat            | Helyezés |
| ----------------- | -------- |
| Németország (GER) |          |

## Íjászat
Férfi
| Versenyző           | Versenyszám | Selejtező | Selejtező | 64-es főtábla                                | 32-es főtábla                     | Nyolcaddöntő      | Negyeddöntő       | Elődöntő          | Döntő             | Helyezés |
| Versenyző           | Versenyszám | Pont      | Kiemelt   | Ellenfél Eredmény                            | Ellenfél Eredmény                 | Ellenfél Eredmény | Ellenfél Eredmény | Ellenfél Eredmény | Ellenfél Eredmény | Helyezés |
| ------------------- | ----------- | --------- | --------- | -------------------------------------------- | --------------------------------- | ----------------- | ----------------- | ----------------- | ----------------- | -------- |
| Michael Frankenberg | Egyéni      | 657       | 21.       | Dmitrij Nyevmerzsickij (RUS) (44.) · 140-135 | Tim Cuddihy (AUS) (12.) · 163-164 | kiesett           | kiesett           | kiesett           | kiesett           | 21.      |

Női
| Versenyző                                | Versenyszám | Selejtező | Selejtező | 64-es főtábla                                        | 32-es főtábla                                 | Nyolcaddöntő                                                                                    | Negyeddöntő                                                         | Elődöntő          | Döntő             | Helyezés |
| Versenyző                                | Versenyszám | Pont      | Kiemelt   | Ellenfél Eredmény                                    | Ellenfél Eredmény                             | Ellenfél Eredmény                                                                               | Ellenfél Eredmény                                                   | Ellenfél Eredmény | Ellenfél Eredmény | Helyezés |
| ---------------------------------------- | ----------- | --------- | --------- | ---------------------------------------------------- | --------------------------------------------- | ----------------------------------------------------------------------------------------------- | ------------------------------------------------------------------- | ----------------- | ----------------- | -------- |
| Anja Hitzler                             | Egyéni      | 632       | 23.       | Damla Günay (TUR) (42.) · 163-152                    | Wu Hui-Ju (TPE) (10.) · 156 (+8) -156 (+9)    | kiesett                                                                                         | kiesett                                                             | kiesett           | kiesett           | 21.      |
| Wiebke Nulle                             | Egyéni      | 620       | 40.       | Zekiye Keskin Şatır (TUR) (25.) · 135 (+7)-135 (+10) | kiesett                                       | kiesett                                                                                         | kiesett                                                             | kiesett           | kiesett           | 48.      |
| Cornelia Pfohl                           | Egyéni      | 638       | 18.       | Marie-Pier Beaudet (CAN) (47.) · 146-128             | Margarita Galinovszkaja (RUS) (15.) · 156-158 | kiesett                                                                                         | kiesett                                                             | kiesett           | kiesett           | 22.      |
| Anja Hitzler Cornelia Pfohl Wiebke Nulle | Csapat      | 1890      | 6.        |                                                      |                                               | Oroszország (RUS) · Natalja Bolotova · Jelena Dosztaj · Margarita Galinovszkaja (11.) · 238-234 | Tajvan (TPE) · Chen Li-Ju · Wu Hui-Ju · Yuan Shu-Chi (3.) · 230-233 | kiesett           | kiesett           | 7.       |

## Kajak-kenu

### Síkvízi
Férfi
| Versenyző                                     | Versenyszám         | Előfutam | Előfutam | Előfutam | Elődöntő | Elődöntő | Elődöntő | Döntő    | Döntő    |
| Versenyző                                     | Versenyszám         | Idő      | Hely.    | Össz.    | Idő      | Hely.    | Össz.    | Idő      | Helyezés |
| --------------------------------------------- | ------------------- | -------- | -------- | -------- | -------- | -------- | -------- | -------- | -------- |
| Lutz Altepost                                 | Kajak egyes 500 m   | 1:38,859 | 3.       | 8.       | 1:39,643 | 2.       | 7.       | 1:39,647 | 6.       |
| Björn Goldschmidt                             | Kajak egyes 1000 m  | 3:31,310 | 4.       | 11.      | 3:29,561 | 2.       | 4.       | 3:34,381 | 8.       |
| Ronald Rauhe Tim Wieskötter                   | Kajak kettes 500 m  | 1:28,866 | 1.D      | 1.       |          |          |          | 1:27,040 |          |
| Jan Schäfer Marco Herszel                     | Kajak kettes 1000 m | 3:11,627 | 3.D      | 6.       |          |          |          | 3:20,548 | 6.       |
| Andreas Ihle Mark Zabel Björn Bach Stefan Ulm | Kajak négyes 1000 m | 2:52,678 | 3.D      | 3.       |          |          |          | 2:58,659 |          |
| Andreas Dittmer                               | Kenu egyes 500 m    | 1:49,146 | 1.D      | 3.       |          |          |          | 1:46,383 |          |
| Andreas Dittmer                               | Kenu egyes 1000 m   | 3:52,922 | 1.D      | 6.       |          |          |          | 3:46,721 |          |
| Christian Gille Tomasz Wylenzek               | Kenu kettes 500 m   | 1:40,128 | 1.D      | 3.*      |          |          |          | 1:40,802 | 5.       |
| Christian Gille Tomasz Wylenzek               | Kenu kettes 1000 m  | 3:30,059 | 1.D      | 1.       |          |          |          | 3:41,802 |          |

Női
| Versenyző                                                            | Versenyszám        | Előfutam | Előfutam | Előfutam | Elődöntő | Elődöntő | Elődöntő | Döntő    | Döntő    |
| Versenyző                                                            | Versenyszám        | Idő      | Hely.    | Össz.    | Idő      | Hely.    | Össz.    | Idő      | Helyezés |
| -------------------------------------------------------------------- | ------------------ | -------- | -------- | -------- | -------- | -------- | -------- | -------- | -------- |
| Katrin Wagner-Augustin                                               | Kajak egyes 500 m  | 1:53,234 | 2.       | 5.       | 1:52,630 | 1.       | 2.       | 1:52,557 | 4.       |
| Birgit Fischer Carolin Leonhardt                                     | Kajak kettes 500 m | 1:39,588 | 1. D     | 2.       |          |          |          | 1:39,533 |          |
| Birgit Fischer Maike Nollen Katrin Wagner-Augustin Carolin Leonhardt | Kajak négyes 500 m | 1:31,606 | 1. D     | 1.       |          |          |          | 1:34,340 |          |

* - egy másik párossal azonos időt ért el

### Szlalom
Férfi
| Versenyző                       | Versenyszám | Selejtező | Selejtező | Selejtező | Selejtező | Selejtező  | Selejtező  | Elődöntő | Elődöntő | Döntő   | Döntő   | Összesítés | Összesítés |
| Versenyző                       | Versenyszám | 1. futam  | 1. futam  | 2. futam  | 2. futam  | Összesítés | Összesítés | Elődöntő | Elődöntő | Döntő   | Döntő   | Összesítés | Összesítés |
| Versenyző                       | Versenyszám | Pont      | Hely.     | Pont      | Hely.     | Pont       | Hely.      | Pont     | Hely.    | Pont    | Hely.   | Pont       | Helyezés   |
| ------------------------------- | ----------- | --------- | --------- | --------- | --------- | ---------- | ---------- | -------- | -------- | ------- | ------- | ---------- | ---------- |
| Jens Ewald                      | Kajak egyes | 150,69    | 25.       | 99,40     | 17.       | 250,09     | 25.        | kiesett  | kiesett  | kiesett | kiesett | kiesett    | kiesett    |
| Thomas Schmidt                  | Kajak egyes | 93,28     | 2.        | 97,36     | 10.       | 190,64     | 3.         | 95,11    | 5.       | 97,82   | 5.      | 192,93     | 5.         |
| Stefan Pfannmöller              | Kenu egyes  | 104,34    | 10.       | 101,54    | 4.        | 205,88     | 7.         | 96,99    | 3.       | 94,57   | 1.      | 191,56     |            |
| Marcus Becker Stefan Henze      | Kenu kettes | 108,35    | 5.        | 107,21    | 3.        | 215,56     | 5.         | 106,32   | 4.       | 104,66  | 1.      | 210,98     |            |
| Christian Bahmann Michael Senft | Kenu kettes | 116,01    | 9.*       | 114,58    | 8.        | 230,59     | 9.         | 107,01   | 6.       | 106,44  | 3.      | 213,45     | 4.         |

Női
| Versenyző         | Versenyszám | Selejtező | Selejtező | Selejtező | Selejtező | Selejtező  | Selejtező  | Elődöntő | Elődöntő | Döntő   | Döntő   | Összesítés | Összesítés |
| Versenyző         | Versenyszám | 1. futam  | 1. futam  | 2. futam  | 2. futam  | Összesítés | Összesítés | Elődöntő | Elődöntő | Döntő   | Döntő   | Összesítés | Összesítés |
| Versenyző         | Versenyszám | Pont      | Hely.     | Pont      | Hely.     | Pont       | Hely.      | Pont     | Hely.    | Pont    | Hely.   | Pont       | Helyezés   |
| ----------------- | ----------- | --------- | --------- | --------- | --------- | ---------- | ---------- | -------- | -------- | ------- | ------- | ---------- | ---------- |
| Jennifer Bongardt | Kajak egyes | 102,96    | 1.        | 109,24    | 4.        | 212,20     | 1.         | 107,36   | 3.       | 130,30  | 9.      | 237,66     | 9.         |
| Mandy Planert     | Kajak egyes | 114,90    | 7.        | 110,87    | 6.        | 225,77     | 6.         | 122,61   | 14.      | kiesett | kiesett | kiesett    | kiesett    |

* - egy másik párossal azonos eredményt ért el

## Kerékpározás

### Hegyi-kerékpározás
| Versenyző       | Versenyszám        | Idő              | Helyezés      |
| --------------- | ------------------ | ---------------- | ------------- |
| Carsten Bresser | Férfi terepverseny | 2:25:09 (+10:07) | 20.           |
| Lado Fumic      | Férfi terepverseny | nem ért célba    | nem ért célba |
| Manuel Fumic    | Férfi terepverseny | 2:20:29 (+5:27)  | 8.            |
| Ivonne Kraft    | Női terepverseny   | 2:05:18 (+8:27)  | 7.            |
| Sabine Spitz    | Női terepverseny   | 1:59:21 (+2:30)  |               |

### Országúti kerékpározás
Férfi
| Versenyző      | Versenyszám   | Idő                 | Helyezés      |
| -------------- | ------------- | ------------------- | ------------- |
| Andreas Klöden | Mezőnyverseny | nem ért célba       | nem ért célba |
| Jens Voigt     | Mezőnyverseny | 5:50:35 (+8:51)     | 64.           |
| Erik Zabel     | Mezőnyverseny | 5:41:56 (+0:12)     | 4.            |
| Jan Ullrich    | Mezőnyverseny | 5:41:56 (+0:12)     | 19.           |
| Jan Ullrich    | Időfutam      | 59:02,04 (+1:30,30) | 7.            |
| Michael Rich   | Időfutam      | 58:09,46 (+0:37,72) | 5.            |
| Michael Rich   | Mezőnyverseny | nem ért célba       | nem ért célba |

Női
| Versenyző      | Versenyszám   | Idő                 | Helyezés      |
| -------------- | ------------- | ------------------- | ------------- |
| Angela Brodtka | Mezőnyverseny | nem ért célba       | nem ért célba |
| Judith Arndt   | Mezőnyverseny | 3:24:31 (+0:07)     |               |
| Judith Arndt   | Időfutam      | 32:46,94 (+1:35,41) | 11.           |
| Trixi Worrack  | Időfutam      | 33:05,72 (+1:54,19) | 15.           |
| Trixi Worrack  | Mezőnyverseny | 3:25:42 (+1:18)     | 25.           |

### Pálya-kerékpározás
Sprintversenyek
| Versenyző                            | Versenyszám         | Selejtező | Selejtező | 1. forduló                                                              | Vigaszág                                                   | Vigaszág | 2. forduló                 | Vigaszág               | Vigaszág | 9–12. helyért          | 9–12. helyért | Negyeddöntő                             | 5–8. helyért                                                                           | 5–8. helyért | Elődöntő                        | Döntő                                                                     | Helyezés    |
| Versenyző                            | Versenyszám         | Idő       | Hely.     | Ellenfél Győztes idő                                                    | Ellenfelek Győztes idő                                     | Hely.    | Ellenfél Győztes idő       | Ellenfelek Győztes idő | Hely.    | Ellenfelek Győztes idő | Hely.         | Ellenfél Győztes idő                    | Ellenfelek Győztes idő                                                                 | Hely.        | Ellenfél Győztes idő            | Ellenfél Győztes idő                                                      | Helyezés    |
| ------------------------------------ | ------------------- | --------- | --------- | ----------------------------------------------------------------------- | ---------------------------------------------------------- | -------- | -------------------------- | ---------------------- | -------- | ---------------------- | ------------- | --------------------------------------- | -------------------------------------------------------------------------------------- | ------------ | ------------------------------- | ------------------------------------------------------------------------- | ----------- |
| Stefan Nimke                         | Férfi egyéni sprint | 11,338    | 19.       | Ryan Bayley (AUS) · 10,510                                              | Barry Forde (BAR) · Łukasz Kwiatkowski (POL) · 10,731      | 3.       | kiesett                    | kiesett                | kiesett  | kiesett                | kiesett       | kiesett                                 | kiesett                                                                                | kiesett      | kiesett                         | kiesett                                                                   | helyezetlen |
| René Wolff                           | Férfi egyéni sprint | 10,230    | 3.        | Jang Hicshon (KOR) · 11,104                                             |                                                            |          | Barry Forde (BAR) · 10,548 |                        |          |                        |               | Damian Zieliński (POL) · 10,556, 10,749 |                                                                                        |              | Theo Bos (NED) · 10,502, 10,639 | Bronzmérkőzés · Laurent Gané (FRA) · 10,677, 10,612                       |             |
| Katrin Meinke                        | Női egyéni sprint   | 11,655    | 11.       | Natallja Cilinszkaja (BLR) · 11,846                                     | Yvonne Hijgenaar (NED) · Victoria Pendleton (GBR) · 12,132 | 1.       |                            |                        |          |                        |               | Anna Meares (AUS) · 11,916, 12,048      | Natallja Cilinszkaja (BLR) · Simona Krupeckaitė (LTU) · Daniela Larreal (VEN) · 12,457 | 2.           |                                 |                                                                           | 6.          |
| Jens Fiedler Stefan Nimke René Wolff | Férfi csapatsprint  | 44,251    | 2.        | Nagy-Britannia (GBR) · Chris Hoy · Jason Queally · Jamie Staff · 43,955 |                                                            |          |                            |                        |          |                        |               |                                         |                                                                                        |              |                                 | Japán (JPN) · Fusimi Tosiaki · Inoue Maszaki · Nagacuka Tomohiro · 43,980 |             |

Üldözőversenyek
| Versenyző                                                  | Versenyszám                | Selejtező | Selejtező | Elődöntő                                                                                 | Elődöntő  | Elődöntő | Döntő | Döntő     | Döntő    |
| Versenyző                                                  | Versenyszám                | Idő       | Hely.     | Ellenfél Idő                                                                             | Saját idő | Hely.    | Ellenfél Idő | Saját idő | Helyezés |
| ---------------------------------------------------------- | -------------------------- | --------- | --------- | ---------------------------------------------------------------------------------------- | --------- | -------- | --- | --------- | -------- |
| Robert Bartko                                              | Férfi egyéni üldözőverseny | 4:18,991  | 6.        | Brad McGee (AUS) · 4:17,978                                                              | 4:26,184  | 8.       | kiesett | kiesett   | kiesett  |
| Christian Lademann                                         | Férfi egyéni üldözőverseny | 4:26,760  | 11.       | kiesett                                                                                  | kiesett   | kiesett  | kiesett | kiesett   | kiesett  |
| Robert Bartko Guido Fulst Christian Lademann Leif Lampater | Férfi csapat üldözőverseny | 4:05,823  | 4.        | Hollandia (NED) · Levi Heimans · Jens Mouris · Peter Schep · Jeroen Straathof · 4:04,605 | 4:03,785  | 1.       | Bronzmérkőzés · Spanyolország (ESP) · Carlos Castaño · Sergi Escobar · Asier Maeztu · Carlos Torrent · 4:05,523 | 4:07,193  | 4.       |

Időfutam
| Név               | Versenyszám           | Idő      | Helyezés |
| ----------------- | --------------------- | -------- | -------- |
| Carsten Bergemann | Férfi egyéni időfutam | 1:02,551 | 8.       |
| Stefan Nimke      | Férfi egyéni időfutam | 1:01,186 |          |
| Katrin Meinke     | Női egyéni időfutam   | 35,088   | 11.      |

Keirin
| Versenyző    | Versenyszám  | 1. forduló | Vigaszág | 2. forduló | Döntő      | Helyezés |
| Versenyző    | Versenyszám  | Helyezés   | Helyezés | Helyezés   | Helyezés   | Helyezés |
| ------------ | ------------ | ---------- | -------- | ---------- | ---------- | -------- |
| Jens Fiedler | Férfi keirin | 7.         | 2.       | 4.         | 2.         | 8.       |
| René Wolff   | Férfi keirin | 1.         |          | 2.         | lekörözték | 5.       |

Pontversenyek
| Versenyző                 | Versenyszám       | Pont | Helyezés |
| ------------------------- | ----------------- | ---- | -------- |
| Guido Fulst               | Férfi pontverseny | 79   |          |
| Katrin Meinke             | Női pontverseny   | 5    | 9.       |
| Robert Bartko Guido Fulst | Férfi madison     | 9    | 4.       |

## Kézilabda

### Férfi

#### Eredmények
Csoportkör
B csoport
| Csapat              | M | Gy | D | V | G+  | G–  | Gk  | P  |
| ------------------- | - | -- | - | - | --- | --- | --- | -- |
| Franciaország (FRA) | 5 | 5  | 0 | 0 | 135 | 108 | +27 | 10 |
| Magyarország (HUN)  | 5 | 4  | 0 | 1 | 132 | 124 | +8  | 8  |
| Németország (GER)   | 5 | 3  | 0 | 2 | 139 | 110 | +29 | 6  |
| Görögország (GRE)   | 5 | 2  | 0 | 3 | 117 | 130 | –13 | 4  |
| Brazília (BRA)      | 5 | 1  | 0 | 4 | 105 | 133 | –28 | 2  |
| Egyiptom (EGY)      | 5 | 0  | 0 | 5 | 110 | 133 | –23 | 0  |

| 2004. augusztus 14. 16:30 | Németország (GER)     | 28–18  | Görögország (GRE) | Sports Pavillion, Athén Játékvezetők: Breto, Huelin Trillo (ESP) |
| 2004. augusztus 14. 16:30 | Schwarzer, Kehrmann 6 | (15–8) | Gramatikósz 5     | Sports Pavillion, Athén Játékvezetők: Breto, Huelin Trillo (ESP) |
| 2004. augusztus 14. 16:30 | 5× 2×                 |        | 3× 3×             | Sports Pavillion, Athén Játékvezetők: Breto, Huelin Trillo (ESP) |

| 2004. augusztus 16. 21:30 | Egyiptom (EGY) | 14–26  | Németország (GER) | Sports Pavillion, Athén Játékvezetők: Arnaldsson, Vidarsson (ISL) |
| 2004. augusztus 16. 21:30 | Juszri 4       | (5–14) | három játékos 5   | Sports Pavillion, Athén Játékvezetők: Arnaldsson, Vidarsson (ISL) |
| 2004. augusztus 16. 21:30 | 11× 3× 1×      |        | 8× 3× 1×          | Sports Pavillion, Athén Játékvezetők: Arnaldsson, Vidarsson (ISL) |

| 2004. augusztus 18. 21:30 | Németország (GER)      | 34–21   | Brazília (BRA) | Sports Pavillion, Athén Játékvezetők: Pozeznik, Repensek (SLO) |
| 2004. augusztus 18. 21:30 | Kretzschmar, Stephan 7 | (18–12) | Souza 7        | Sports Pavillion, Athén Játékvezetők: Pozeznik, Repensek (SLO) |
| 2004. augusztus 18. 21:30 | 3× 2×                  |         | 3× 3×          | Sports Pavillion, Athén Játékvezetők: Pozeznik, Repensek (SLO) |

| 2004. augusztus 20. 16:30 | Magyarország (HUN) | 30–29   | Németország (GER) | Sports Pavillion, Athén Játékvezetők: Boye, Jensen (DEN) |
| 2004. augusztus 20. 16:30 | Nagy 11            | (17–14) | Kretzschmar 8     | Sports Pavillion, Athén Játékvezetők: Boye, Jensen (DEN) |
| 2004. augusztus 20. 16:30 | 4× 3×              |         | 6× 3×             | Sports Pavillion, Athén Játékvezetők: Boye, Jensen (DEN) |

| 2004. augusztus 22. 14:30 | Németország (GER)     | 22–27   | Franciaország (FRA) | Sports Pavillion, Athén Játékvezetők: Oie, Togstad (NOR) |
| 2004. augusztus 22. 14:30 | Schwarzer, Kehrmann 5 | (12–11) | Fernandez 6         | Sports Pavillion, Athén Játékvezetők: Oie, Togstad (NOR) |
| 2004. augusztus 22. 14:30 | 4× 2×                 |         | 4× 2×               | Sports Pavillion, Athén Játékvezetők: Oie, Togstad (NOR) |

Negyeddöntő
| 2004. augusztus 24. 19:30 | Németország (GER)                        | 30–30 (h. u.)         | Spanyolország (ESP)                      | Sports Pavillion, Athén Játékvezetők: Arnaldsson, Vidarsson (ISL) |
| 2004. augusztus 24. 19:30 | Schwarzer, Stephan 9                     | (15–16, 27–27, 28–28) | Garcia 7                                 | Sports Pavillion, Athén Játékvezetők: Arnaldsson, Vidarsson (ISL) |
| 2004. augusztus 24. 19:30 | 4× 3×                                    |                       | 4× 3×                                    | Sports Pavillion, Athén Játékvezetők: Arnaldsson, Vidarsson (ISL) |
| 2004. augusztus 24. 19:30 | Büntetőpárbaj:                           |                       |                                          | Sports Pavillion, Athén Játékvezetők: Arnaldsson, Vidarsson (ISL) |
| 2004. augusztus 24. 19:30 | Kretzschmar Kehrmann Jansen Baur Stephan | 2 – 0                 | Hernández Belaustegui García O’Callaghan | Sports Pavillion, Athén Játékvezetők: Arnaldsson, Vidarsson (ISL) |

Elődöntő
| 2004. augusztus 27. 16:30 | Németország (GER) | 21–15  | Oroszország (RUS) | Sports Pavillion, Athén Játékvezetők: Bord, Buy (FRA) |
| 2004. augusztus 27. 16:30 | Kretzschmar 5     | (9–10) | Torgovanov 5      | Sports Pavillion, Athén Játékvezetők: Bord, Buy (FRA) |
| 2004. augusztus 27. 16:30 | 4× 3× 1×          |        | 3× 2×             | Sports Pavillion, Athén Játékvezetők: Bord, Buy (FRA) |

Döntő
| 2004. augusztus 29. 16:45 | Horvátország (CRO) | 26–24   | Németország (GER) | Sports Pavillion, Athén Játékvezetők: Hansson, Olsson (SWE) |
| 2004. augusztus 29. 16:45 | Džomba 9           | (11–12) | Kretzschmar 9     | Sports Pavillion, Athén Játékvezetők: Hansson, Olsson (SWE) |
| 2004. augusztus 29. 16:45 | 2× 3×              |         | 5× 3×             | Sports Pavillion, Athén Játékvezetők: Hansson, Olsson (SWE) |

| Csapat            | Helyezés |
| ----------------- | -------- |
| Németország (GER) |          |

## Labdarúgás

### Női
| #             | Név                | Klub                | Születési idő                    | Mérkőzésszám | Gól     | Sárga lap | sárga lap · 2. sárga lap · kiállítva | kiállítva |
| Kapusok       | Kapusok            | Kapusok             | Kapusok                          | Kapusok      | Kapusok | Kapusok   | Kapusok                              | Kapusok   |
| ------------- | ------------------ | ------------------- | -------------------------------- | ------------ | ------- | --------- | ------------------------------------ | --------- |
| 1             | Silke Rottenberg   | FCR 2001 Duisburg   | 1972. január 25. (32 évesen)     | 5            | 0       | 0         | 0                                    | 0         |
| 18            | Nadine Angerer     | FFC Turbine Potsdam | 1978. november 10. (25 évesen)   | 0            | 0       | 0         | 0                                    | 0         |
| Védők         |                    |                     |                                  |              |         |           |                                      |           |
| 2             | Kerstin Stegemann  | FFC Heike Rheine    | 1977. szeptember 29. (26 évesen) | 5            | 0       | 0         | 0                                    | 0         |
| 4             | Steffi Jones       | 1. FFC Frankfurt    | 1972. december 22. (31 évesen)   | 5            | 1       | 0         | 0                                    | 0         |
| 5             | Sarah Günther      | Hamburger SV        | 1983. január 25. (21 évesen)     | 1(2)         | 0       | 0         | 0                                    | 0         |
| 13            | Sandra Minnert     | SC 07 Bad Neuenahr  | 1973. április 7. (31 évesen)     | 3            | 0       | 0         | 0                                    | 0         |
| 15            | Sonja Fuss         | 1. FFC Frankfurt    | 1978. november 5. (25 évesen)    | 1(3)         | 0       | 0         | 0                                    | 0         |
| 17            | Ariane Hingst      | FFC Turbine Potsdam | 1979. július 25. (25 évesen)     | 5            | 0       | 0         | 0                                    | 0         |
| Középpályások |                    |                     |                                  |              |         |           |                                      |           |
| 3             | Kerstin Garefrekes | 1. FFC Frankfurt    | 1979. szeptember 4. (24 évesen)  | 5            | 0       | 0         | 0                                    | 0         |
| 6             | Viola Odebrecht    | FFC Turbine Potsdam | 1983. február 11. (21 évesen)    | 4(1)         | 0       | 0         | 0                                    | 0         |
| 7             | Pia Wunderlich     | 1. FFC Frankfurt    | 1975. január 26. (29 évesen)     | 3            | 1       | 0         | 0                                    | 0         |
| 10            | Renate Lingor      | 1. FFC Frankfurt    | 1975. október 11. (28 évesen)    | 4(1)         | 2       | 0         | 0                                    | 0         |
| 12            | Navina Omilade     | FFC Turbine Potsdam | 1981. november 3. (22 évesen)    | 1(1)         | 0       | 0         | 0                                    | 0         |
| Csatárok      |                    |                     |                                  |              |         |           |                                      |           |
| 8             | Petra Wimbersky    | FFC Turbine Potsdam | 1982. november 9. (21 évesen)    | 4            | 1       | 0         | 0                                    | 0         |
| 9             | Birgit Prinz (csk) | 1. FFC Frankfurt    | 1977. október 25. (26 évesen)    | 5            | 5       | 0         | 0                                    | 0         |
| 11            | Martina Müller     | SC 07 Bad Neuenahr  | 1980. április 18. (24 évesen)    | (3)          | 1       | 0         | 0                                    | 0         |
| 14            | Isabell Bachor     | SC 07 Bad Neuenahr  | 1983. július 10. (21 évesen)     | 1(2)         | 1       | 1         | 0                                    | 0         |
| 16            | Conny Pohlers      | FFC Turbine Potsdam | 1978. november 16. (25 évesen)   | 2(3)         | 2       | 0         | 0                                    | 0         |
| Edző          |                    |                     |                                  |              |         |           |                                      |           |
|               | Tina Theune-Meyer  | Németország         | 1953. november 4. (50 évesen)    |              |         |           |                                      |           |

- Kor: 2004. augusztus 10-i kora

#### Eredmények
F csoport 
| Csapat            | M | Gy | D | V | Rg | Kg | Gk  | P |
| ----------------- | - | -- | - | - | -- | -- | --- | - |
| Németország (GER) | 2 | 2  | 0 | 0 | 10 | 0  | +10 | 6 |
| Mexikó (MEX)      | 2 | 0  | 1 | 1 | 1  | 3  | –2  | 1 |
| Kína (CHN)        | 2 | 0  | 1 | 1 | 1  | 9  | –8  | 1 |

| 2004. augusztus 11. 18:00 |

| Németország (GER)                                                                 | 8–0               | Kína (CHN) |
| --------------------------------------------------------------------------------- | ----------------- | ---------- |
| Prinz 13' 21' 73' 88' Wunderlich 65' Lingor 76' (11-esből) Pohlers 82' Müller 90' | (2–0) Jegyzőkönyv |            |

| Pampeloponnisiako Stadium, Pátra Nézőszám: 14 657 Játékvezető: Seitz (amerikai) |

| 2004. augusztus 17. 18:00 |

| Németország (GER)       | 2–0               | Mexikó (MEX) |
| ----------------------- | ----------------- | ------------ |
| Wimbersky 20' Prinz 79' | (1–0) Jegyzőkönyv |              |

| Karaiskaki Stadium, Pireusz Nézőszám: 26 338 Játékvezető: Szokolai (ausztrál) |

Negyeddöntő
| 2004. augusztus 20. 18:00 |

| Németország (GER)     | 2–1               | Nigéria (NGR) |
| --------------------- | ----------------- | ------------- |
| Jones 76' Pohlers 81' | (0–0) Jegyzőkönyv | Akide 49'     |

| Pampeloponnisiako Stadium, Pátra Nézőszám: 2 531 Játékvezető: D'Coth (indiai) |

Elődöntő
| 2004. augusztus 23. 18:00 |

| Egyesült Államok (USA) | 2–1 (h. u.)                 | Németország (GER) |
| ---------------------- | --------------------------- | ----------------- |
| Lilly 33' O’Reilly 99' | (1–0, 1–1, 2–1) Jegyzőkönyv | Bachor 90+2'      |

| Pankritio Stadium, Iráklio Nézőszám: 5165 Játékvezető: Krystyna Szokolai (ausztrál) |

Bronzmérkőzés
| 2004. augusztus 26. 18:00 |

| Németország (GER) | 1–0               | Svédország (SWE) |
| ----------------- | ----------------- | ---------------- |
| Lingor 17'        | (1–0) Jegyzőkönyv |                  |

| Karaiskaki Stadium, Pireusz Nézőszám: 10 416 Játékvezető: Kari Seitz (amerikai) |

| Csapat            | Helyezés |
| ----------------- | -------- |
| Németország (GER) |          |

## Lovaglás
Díjlovaglás
| Versenyző                                                   | Ló                                               | Versenyszám | 1. kör | 1. kör | 2. kör  | 2. kör  | 3. kör  | 3. kör  | Végeredmény | Végeredmény |
| Versenyző                                                   | Ló                                               | Versenyszám | Pont   | Hely.  | Pont    | Hely.   | Pont    | Hely.   | Pont        | Helyezés    |
| ----------------------------------------------------------- | ------------------------------------------------ | ----------- | ------ | ------ | ------- | ------- | ------- | ------- | ----------- | ----------- |
| Heike Kemmer                                                | Bonaparte 67                                     | Egyéni      | 71,292 | 26.    | kiesett | kiesett | kiesett | kiesett | kiesett     | kiesett     |
| Ulla Salzgeber                                              | Rusty 47                                         | Egyéni      | 78,208 | 1.     | 74,840  | 3.      | 83,450  | 2.      | 78,833      |             |
| Martin Schaudt                                              | Weltall VA                                       | Egyéni      | 73,417 | 4.     | 70,600  | 14.     | 64,950  | 15.     | 69,656      | 15.         |
| Hubertus Schmidt                                            | Wansuela Suerte                                  | Egyéni      | 72,333 | 8.     | 73,440  | 7.      | 78,875  | 5.      | 74,883      | 5.          |
| Heike Kemmer Ulla Salzgeber Martin Schaudt Hubertus Schmidt | Bonaparte 67 Rusty 47 Weltall VA Wansuela Suerte | Csapat      |        |        |         |         |         |         | 74,653      |             |

Díjugratás
| Versenyző                                    | Ló                     | Versenyszám | Selejtező | Selejtező | Selejtező | Selejtező | Selejtező | Selejtező | Selejtező | Selejtező | Döntő    | Döntő    | Döntő    | Döntő    | Végeredmény | Végeredmény |
| Versenyző                                    | Ló                     | Versenyszám | 1. kör    | 1. kör    | 2. kör    | 2. kör    | 2. kör    | 3. kör    | 3. kör    | 3. kör    | 1. kör   | 1. kör   | 2. kör   | 2. kör   | Végeredmény | Végeredmény |
| Versenyző                                    | Ló                     | Versenyszám | Bünt.     | Hely.     | Bünt.     | Össz.     | Hely.     | Bünt.     | Össz.     | Hely.     | Bünt.    | Hely.    | Bünt.    | Hely.    | Bünt.       | Helyezés    |
| -------------------------------------------- | ---------------------- | ----------- | --------- | --------- | --------- | --------- | --------- | --------- | --------- | --------- | -------- | -------- | -------- | -------- | ----------- | ----------- |
| Christian Ahlmann                            | Cöster                 | Egyéni      | 4         | 17.       | 4         | 8         | 15.       | 8         | 16        | 45.       | kiesett  | kiesett  | kiesett  | kiesett  | kiesett     | kiesett     |
| Otto Becker                                  | Cento                  | Egyéni      | 1         | 11.       | 5         | 6         | 12.       | 4         | 10        | 9.        | 8        | 11.      | 13       | 14.      | 21          | 17.         |
| Ludger Beerbaum                              | Goldfever 3            | Egyéni      | kizárták  | kizárták  | kizárták  | kizárták  | kizárták  | kizárták  | kizárták  | kizárták  | kizárták | kizárták | kizárták | kizárták | kizárták    | kizárták    |
| Marco Kutscher                               | Montender              | Egyéni      | 8         | 45.       | 0         | 8         | 15.       | 0         | 8         | 4.        | 4        | 4.       | 5        | 8.       | 9           |             |
| Christian Ahlmann Otto Becker Marco Kutscher | Cöster Cento Montender | Csapat      |           |           |           |           |           |           |           |           | 9        | 3.       | 12       | 2.       | 21          |             |

Lovastusa
| Versenyző                                                                     | Ló                                                                  | Versenyszám | Díjlovaglás | Díjlovaglás | Tereplovaglás | Tereplovaglás | Tereplovaglás | Díjugratás   | Díjugratás   | Díjugratás   | Díjugratás   | Végeredmény  | Végeredmény  |
| Versenyző                                                                     | Ló                                                                  | Versenyszám | Díjlovaglás | Díjlovaglás | Tereplovaglás | Tereplovaglás | Tereplovaglás | 1. kör       | 1. kör       | 2. kör       | 2. kör       | Végeredmény  | Végeredmény  |
| Versenyző                                                                     | Ló                                                                  | Versenyszám | Bünt.       | Hely.       | Bünt.         | Hely.         | Össz.         | Bünt.        | Hely.        | Bünt.        | Hely.        | Bünt.        | Helyezés     |
| ----------------------------------------------------------------------------- | ------------------------------------------------------------------- | ----------- | ----------- | ----------- | ------------- | ------------- | ------------- | ------------ | ------------ | ------------ | ------------ | ------------ | ------------ |
| Andreas Dibowski                                                              | Little Lemon B                                                      | Egyéni      | 45,4        | 18.         | 3,6           | 28.*          | 21.           | 4            | 12.          | 10           | 18.          | 63,0         | 14.          |
| Frank Ostholt                                                                 | Air Jordan 2                                                        | Egyéni      | 41,4        | 9.          | 1,6           | 24.*          | 9.            | 11           | 37.          | kiesett      | kiesett      | 54,0         | 26.          |
| Bettina Overesch                                                              | Ringwood Cockatoo                                                   | Egyéni      | 32,0        | 3.          | 3,6           | 28.*          | 2.            | 14           | 52.          | 6            | 11.          | 55,6         | 9.           |
| Ingrid Klimke                                                                 | Sleep Late                                                          | Egyéni      | 41,0        | 8.          | 0,0           | 1.            | 6.            | visszalépett | visszalépett | visszalépett | visszalépett | visszalépett | visszalépett |
| Hinrich Romeike                                                               | Marius 110                                                          | Egyéni      | 44,4        | 14.         | 0,8           | 17.           | 13.           | 0            | 1.           | 6            | 11.          | 51,2         | 5.           |
| Andreas Dibowski Frank Ostholt Bettina Overesch Ingrid Klimke Hinrich Romeike | Little Lemon B Air Jordan 2 Ringwood Cockatoo Sleep Late Marius 110 | Csapat      | 114,4       | 3.          | 2,4           | 6.            | 2.            | 15           | 6.           |              |              | 147,8        | 4.           |

* - egy másik versenyzővel azonos eredményt ért el

## Műugrás
Férfi
| Versenyző                        | Versenyszám        | Selejtező | Selejtező | Elődöntő | Elődöntő | Döntő   | Döntő    |
| Versenyző                        | Versenyszám        | Pont      | Helyezés  | Pont     | Helyezés | Pont    | Helyezés |
| -------------------------------- | ------------------ | --------- | --------- | -------- | -------- | ------- | -------- |
| Tobias Schellenberg              | Egyéni műugrás     | 371,85    | 27.       | kiesett  | kiesett  | kiesett | kiesett  |
| Andreas Wels                     | Egyéni műugrás     | 378,93    | 23.       | kiesett  | kiesett  | kiesett | kiesett  |
| Tony Adam                        | Egyéni toronyugrás | 411,30    | 18.       | 589,65   | 18.      | kiesett | kiesett  |
| Heiko Meyer                      | Egyéni toronyugrás | 440,85    | 9.        | 625,20   | 10.      | 646,56  | 7.       |
| Tobias Schellenberg Andreas Wels | Szinkron műugrás   |           |           |          |          | 350,01  |          |

Női
| Versenyző                      | Versenyszám          | Selejtező | Selejtező | Elődöntő | Elődöntő | Döntő   | Döntő    |
| Versenyző                      | Versenyszám          | Pont      | Helyezés  | Pont     | Helyezés | Pont    | Helyezés |
| ------------------------------ | -------------------- | --------- | --------- | -------- | -------- | ------- | -------- |
| Heike Fischer                  | Egyéni műugrás       | 199,71    | 31.       | kiesett  | kiesett  | kiesett | kiesett  |
| Ditte Kotzian                  | Egyéni műugrás       | 295,50    | 11.       | 516,60   | 10.      | 509,52  | 11.      |
| Annett Gamm                    | Egyéni toronyugrás   | 301,86    | 18.       | 478,20   | 14.      | kiesett | kiesett  |
| Christin Steuer                | Egyéni toronyugrás   | 256,77    | 28.       | kiesett  | kiesett  | kiesett | kiesett  |
| Ditte Kotzian Conny Schmalfuss | Szinkron műugrás     |           |           |          |          | 279,69  | 6.       |
| Annett Gamm Nora Subschinski   | Szinkron toronyugrás |           |           |          |          | 303,30  | 6.       |

## Ökölvívás
| Versenyző       | Versenyszám     | Selejtező                   | Nyolcaddöntő                       | Negyeddöntő                  | Elődöntő                       | Döntő             | Helyezés |
| Versenyző       | Versenyszám     | Ellenfél Eredmény           | Ellenfél Eredmény                  | Ellenfél Eredmény            | Ellenfél Eredmény              | Ellenfél Eredmény | Helyezés |
| --------------- | --------------- | --------------------------- | ---------------------------------- | ---------------------------- | ------------------------------ | ----------------- | -------- |
| Rustam Rachimow | Légsúly         |                             | Oscar Escandón (COL) · 25-15       | Paulus Ambunda (NAM) · 28-15 | Yuriorkis Gamboa (CUB) · 11-20 | kiesett           |          |
| Vitali Tajbert  | Pehelysúly      | Daniel Brizuela (ARG) · RSC | Khédafi Djelkhir (FRA) · 40-26     | Luis Franco (CUB) · 34-26    | Kim Szongguk (PRK) · 24-29     | kiesett           |          |
| Lukas Wilaschek | Középsúly       | Jamie Pittman (AUS) · 24-23 | Oleh Maskin (UKR) · 24-34          | kiesett                      | kiesett                        | kiesett           | 9.       |
| Sebastian Köber | Szupernehézsúly |                             | Muhtarhan Dildabekov (KAZ) · 18-28 | kiesett                      | kiesett                        | kiesett           | 9.       |

RSC - a játékvezető megállította a mérkőzést

## Öttusa
| Versenyző        | Versenyszám | Lövészet | Lövészet | Lövészet | Vívás    | Vívás | Vívás | Úszás   | Úszás | Úszás | Lovaglás | Lovaglás | Lovaglás | Lovaglás | Futás    | Futás | Futás | Összesen    | Összesen |
| Versenyző        | Versenyszám | Pontszám | Pont     | Hely.    | Eredmény | Pont  | Hely. | Idő     | Pont  | Hely. | Idő      | Hibapont | Pont     | Hely.    | Idő      | Pont  | Hely. | Összes pont | Helyezés |
| ---------------- | ----------- | -------- | -------- | -------- | -------- | ----- | ----- | ------- | ----- | ----- | -------- | -------- | -------- | -------- | -------- | ----- | ----- | ----------- | -------- |
| Steffen Gebhardt | Férfi       | 183      | 1132     | 4.       | 13-18    | 748   | 23.*  | 2:12,84 | 1208  | 26.   | 1:16,75  | 112      | 1088     | 13.      | 10:08,81 | 968   | 25.   | 5144        | 17.      |
| Eric Walther     | Férfi       | 168      | 952      | 29.      | 16-15    | 832   | 11.** | 2:02,03 | 1336  | 3.    | 1:11,88  | 84       | 1116     | 7.       | 9:39,36  | 1084  | 4.    | 5320        | 7.       |
| Kim Raisner      | Női         | 178      | 1072     | 9.       | 16-15    | 832   | 12.** | 2:18,16 | 1264  | 6.    | 1:14,24  | 84       | 1116     | 12.      | 11:13,21 | 1028  | 13.   | 5312        | 5.       |

* - két másik versenyzővel azonos eredményt ért el

** - három másik versenyzővel azonos eredményt ért el

## Röplabda

### Női
| #    | Név                 | Klub                    | Kor                           | Magasság |
| ---- | ------------------- | ----------------------- | ----------------------------- | -------- |
| 3    | Tanja Hart          | SSV Ulm 1846            | 1974. január 24. (30 évesen)  | 176 cm   |
| 4    | Kerstin Tzscherlich | Dresdner SC             | 1978. február 15. (26 évesen) | 179 cm   |
| 6    | Julia Schlecht      | TSV Bayer 04 Leverkusen | 1980. március 16. (24 évesen) | 178 cm   |
| 8    | Cornelia Dumler     | TSV Bayer 04 Leverkusen | 1982. január 22. (22 évesen)  | 180 cm   |
| 9    | Christina Benecke   | TV Fischbek Hamburg     | 1974. október 14. (29 évesen) | 190 cm   |
| 11   | Christiane Furst    | Dresdner SC             | 1985. március 29. (19 évesen) | 192 cm   |
| 12   | Olessya Kulakova    | Schweriner SC           | 1977. január 31. (27 évesen)  | 191 cm   |
| 13   | Atika Bouagaa       | Modena                  | 1982. május 22. (22 évesen)   | 181 cm   |
| 14   | Kathy Radzuweit     | TSV Bayer 04 Leverkusen | 1982. március 2. (22 évesen)  | 196 cm   |
| 15   | Angelina Grün       | Bergamo                 | 1979. december 2. (24 évesen) | 185 cm   |
| 16   | Judith Sylvester    | Lodi                    | 1977. október 13. (26 évesen) | 194 cm   |
| 17   | Birgit Thumm        | Rote Raden Vilsbiburg   | 1980. július 3. (24 évesen)   | 186 cm   |
| Edző |                     |                         |                               |          |
|      | Lee Hee-Wan         |                         |                               |          |

- Kor: 2004. augusztus 12-i kora

#### Eredmények
Csoportkör
B csoport
|                             |      | Mérkőzések | Mérkőzések | Szettek | Szettek | Szettek | Pontok | Pontok | Pontok |
| Csapat                      | Pont | Gy         | V          | Sz+     | Sz–     | SzA     | P+     | P–     | PA     |
| --------------------------- | ---- | ---------- | ---------- | ------- | ------- | ------- | ------ | ------ | ------ |
| Kína (CHN)                  | 9    | 4          | 1          | 14      | 4       | 3,500   | 429    | 346    | 1,240  |
| Oroszország (RUS)           | 8    | 3          | 2          | 11      | 8       | 1,375   | 426    | 388    | 1,098  |
| Kuba (CUB)                  | 8    | 3          | 2          | 11      | 10      | 1,100   | 443    | 460    | 0,963  |
| Egyesült Államok (USA)      | 7    | 2          | 3          | 11      | 10      | 1,100   | 472    | 467    | 1,011  |
| Németország (GER)           | 7    | 2          | 3          | 7       | 11      | 0,636   | 387    | 414    | 0,935  |
| Dominikai Köztársaság (DOM) | 6    | 1          | 4          | 3       | 14      | 0,214   | 334    | 416    | 0,803  |

| 2004. augusztus 14. 09:00 | Kuba (CUB)                                      | 2–3 | Németország (GER) | Béke és Barátság stadion, Pireusz Nézőszám: 1100 Játékvezető: Hiroyuki Ito (JPN), Abdullah Al-Khelaifi (KSA) |
| 2004. augusztus 14. 09:00 | (25–22, 26–24, 22–25, 15–25, 15–17) Jegyzőkönyv |     |                   | Béke és Barátság stadion, Pireusz Nézőszám: 1100 Játékvezető: Hiroyuki Ito (JPN), Abdullah Al-Khelaifi (KSA) |

| 2004. augusztus 16. 19:30 | Egyesült Államok (USA)                   | 3–1 | Németország (GER) | Béke és Barátság stadion, Pireusz Nézőszám: 2800 Játékvezető: Hiroyuki Ito (JPN), Ibrahim Al-Naama (QAT) |
| 2004. augusztus 16. 19:30 | (25–22, 25–22, 22–25, 27–25) Jegyzőkönyv |     |                   | Béke és Barátság stadion, Pireusz Nézőszám: 2800 Játékvezető: Hiroyuki Ito (JPN), Ibrahim Al-Naama (QAT) |

| 2004. augusztus 18. 19:30 | Németország (GER)                 | 3–0 | Oroszország (RUS) | Béke és Barátság stadion, Pireusz Nézőszám: 5300 Játékvezető: Hóbor Béla (HUN), Georgios Karampetsos (GRE) |
| 2004. augusztus 18. 19:30 | (29–31, 11–25, 18–25) Jegyzőkönyv |     |                   | Béke és Barátság stadion, Pireusz Nézőszám: 5300 Játékvezető: Hóbor Béla (HUN), Georgios Karampetsos (GRE) |

| 2004. augusztus 20. 09:00 | Kína (CHN)                        | 3–0 | Németország (GER) | Béke és Barátság stadion, Pireusz Nézőszám: 1630 Játékvezető: Valdir Dellaqua (BRA), Mahmoud Abdel Magid (EGY) |
| 2004. augusztus 20. 09:00 | (25–18, 25–15, 25–16) Jegyzőkönyv |     |                   | Béke és Barátság stadion, Pireusz Nézőszám: 1630 Játékvezető: Valdir Dellaqua (BRA), Mahmoud Abdel Magid (EGY) |

| 2004. augusztus 22. 09:00 | Németország (GER)                 | 3–0 | Dominikai Köztársaság (DOM) | Béke és Barátság stadion, Pireusz Nézőszám: 2300 Játékvezető: Valdir Dellaqua (BRA), Mahmoud Abdel Magid (EGY) |
| 2004. augusztus 22. 09:00 | (25–16, 25–19, 25–21) Jegyzőkönyv |     |                             | Béke és Barátság stadion, Pireusz Nézőszám: 2300 Játékvezető: Valdir Dellaqua (BRA), Mahmoud Abdel Magid (EGY) |

| Csapat            | Helyezés |
| ----------------- | -------- |
| Németország (GER) | 9.       |

### Strandröplabda

#### Férfi
| Versenyző                                | Csoportkör | Csoportkör | Nyolcaddöntő                                                               | Negyeddöntő                                                             | Elődöntő          | Döntő             | Helyezés |
| Versenyző                                | Ellenfél Eredmény | Hely.      | Ellenfél Eredmény                                                          | Ellenfél Eredmény                                                       | Ellenfél Eredmény | Ellenfél Eredmény | Helyezés |
| ---------------------------------------- | --- | ---------- | -------------------------------------------------------------------------- | ----------------------------------------------------------------------- | ----------------- | ----------------- | -------- |
| Christoph Dieckmann Andreas Scheuerpflug | B csoport · Kuba (CUB) · Francisco Álvarez · Juan Rosell · 21-19, 19-21, 15-10 · Franciaország (FRA) · Stéphane Canet · Mathieu Hamel · 21-17, 18-21, 10-15 · Brazília (BRA) · Márcio Araújo · Benjamin Insfran · 22-20, 21-17 | 1.         | Ausztrália (AUS) · Andrew Schacht · Joshua Slack · 21-19, 21-12            | Ausztrália (AUS) · Julien Prosser · Mark Williams · 21-16, 19-21, 10-15 | kiesett           | kiesett           | 5.       |
| Markus Dieckmann Jonas Reckermann        | D csoport · Puerto Rico (PUR) · Raul Papaleo · Ramon Hernandez · 21-14, 21-13 · Svédország (SWE) · Bjorn Berg · Simon Dahl · 21-16, 21-15 · Norvégia (NOR) · Vegard Hoidalen · Jorre Kjemperud · 24-22, 24-26, 13-15           | 1.         | Egyesült Államok (USA) · Dax Holdren · Stein Metzger · 16-21, 21-19, 13-15 | kiesett                                                                 | kiesett           | kiesett           | 9.       |

#### Női
| Versenyző                 | Csoportkör | Csoportkör | Nyolcaddöntő                                                                        | Negyeddöntő                                                          | Elődöntő          | Döntő             | Helyezés |
| Versenyző                 | Ellenfél Eredmény | Hely.      | Ellenfél Eredmény                                                                   | Ellenfél Eredmény                                                    | Ellenfél Eredmény | Ellenfél Eredmény | Helyezés |
| ------------------------- | --- | ---------- | ----------------------------------------------------------------------------------- | -------------------------------------------------------------------- | ----------------- | ----------------- | -------- |
| Susanne Lahme Danja Musch | C csoport · Görögország (GRE) · Vaszilikí Arvaníti · Efthália Kutrumanídu · 21-16, 16-21, 15-10 · Norvégia (NOR) · Nila Ann Hakedal · Ingrid Torlen · 21-13, 17-21, 12-15 · Brazília (BRA) · Ana Paula Connelly · Sandra Pires · 18-21, 21-15, 15-11 | 1.         | Olaszország (ITA) · Daniela Gattelli · Lucilla Perrotta · 21-16, 17-21, 19-21       | kiesett                                                              | kiesett           | kiesett           | 9.       |
| Stephanie Pohl Okka Rau   | E csoport · Kína (CHN) · Ju Ven-huj · Vang Lu · 21-17, 21-18 · Bulgária (BUL) · Cvetelina Jancsulova · Petya Jancsulova · 21-18, 19-21, 13-15 · Ausztrália (AUS) · Natalie Cook · Nicole Sanderson · 21-10, 22-20                                    | 1.         | Görögország (GRE) · Vaszilikí Arvaníti · Efthália Kutrumanídu · 21-12, 19-21, 15-11 | Egyesült Államok (USA) · Holly McPeak · Elaine Youngs · 17-21, 17-21 | kiesett           | kiesett           | 5.       |

## Sportlövészet
Férfi
| Versenyző         | Versenyszám           | Selejtező | Selejtező | Döntő   | Döntő    |
| Versenyző         | Versenyszám           | Pont      | Helyezés  | Pont    | Helyezés |
| ----------------- | --------------------- | --------- | --------- | ------- | -------- |
| Artur Gevorgjan   | Légpisztoly           | 573       | 30.**     | kiesett | kiesett  |
| Abdullah Ustaoglu | Légpisztoly           | 576       | 23.***    | kiesett | kiesett  |
| Abdullah Ustaoglu | Szabadpisztoly        | 550       | 24.***    | kiesett | kiesett  |
| Frank Seeger      | Szabadpisztoly        | 553       | 18.****   | kiesett | kiesett  |
| Ralf Schumann     | Gyorstüzelő pisztoly  | 592       | 1.**      | 694,9   |          |
| Marco Spangenberg | Gyorstüzelő pisztoly  | 581       | 10.       | kiesett | kiesett  |
| Torsten Krebs     | Légpuska              | 593       | 12.*****  | kiesett | kiesett  |
| Maik Eckhardt     | Légpuska              | 595       | 5.*       | 696,3   | 5.       |
| Maik Eckhardt     | Sportpuska, fekvő     | 596       | 4.*       | 697,6   | 6.       |
| Maik Eckhardt     | Sportpuska, összetett | 1157      | 19.**     | kiesett | kiesett  |
| Christian Lusch   | Sportpuska, összetett | 1161      | 12.**     | kiesett | kiesett  |
| Christian Lusch   | Sportpuska, fekvő     | 598       | 2.*       | 702,2   |          |
| Michael Jakosits  | Futócéllövészet       | 578       | 4.**      | 676,7   | 5.       |
| Manfred Kurzer    | Futócéllövészet       | 590       | 1.        | 682,4   |          |
| Karsten Bindrich  | Trap                  | 117       | 14.****   | kiesett | kiesett  |
| Olaf Kirchstein   | Trap                  | 119       | 7.*****   | kiesett | kiesett  |
| Waldemar Schanz   | Dupla trap            | 135       | 4.        | 175     | 6.       |
| Axel Wegner       | Skeet                 | 117       | 31.**     | kiesett | kiesett  |

Női
| Versenyző            | Versenyszám           | Selejtező | Selejtező | Döntő   | Döntő    |
| Versenyző            | Versenyszám           | Pont      | Helyezés  | Pont    | Helyezés |
| -------------------- | --------------------- | --------- | --------- | ------- | -------- |
| Munkhbayar Dorjsuren | Légpisztoly           | 385       | 5.        | 481,9   | 6.       |
| Munkhbayar Dorjsuren | Sportpisztoly         | 583       | 5.*       | 789,2   | 5.       |
| Claudia Verdicchio   | Sportpisztoly         | 572       | 23.*      | kiesett | kiesett  |
| Claudia Verdicchio   | Légpisztoly           | 380       | 16.****   | kiesett | kiesett  |
| Dorothee Bauer       | Légpuska              | 392       | 22.****   | kiesett | kiesett  |
| Sonja Pfeilschifter  | Légpuska              | 396       | 6.**      | 498.7   | 6.       |
| Sonja Pfeilschifter  | Sportpuska, összetett | 582       | 6.        | 679,6   | 6.       |
| Barbara Lechner      | Sportpuska, összetett | 580       | 7.        | 677,6   | 7.       |
| Susanne Kiermayer    | Trap                  | 62        | 3.*       | 79      | 5.       |
| Susanne Kiermayer    | Dupla trap            | 101       | 11.*      | kiesett | kiesett  |

* - egy másik versenyzővel azonos eredményt ért el

** - két másik versenyzővel azonos eredményt ért el

*** - három másik versenyzővel azonos eredményt ért el

**** - négy másik versenyzővel azonos eredményt ért el

***** - öt másik versenyzővel azonos eredményt ért el

## Súlyemelés
Férfi
| Versenyző       | Versenyszám | Szakítás | Szakítás | Lökés                    | Lökés                    | Összesen | Helyezés |
| Versenyző       | Versenyszám | Eredmény | Helyezés | Eredmény                 | Helyezés                 | Összesen | Helyezés |
| --------------- | ----------- | -------- | -------- | ------------------------ | ------------------------ | -------- | -------- |
| Rene Hoch       | 77 kg       | 142,5    | 21.*     | 170,0                    | 20.                      | 312,5    | 20.      |
| Ingo Steinhöfel | 77 kg       | 150,0    | 17.      | 185,0                    | 14.                      | 335,0    | 14.      |
| Andre Rohde     | 105 kg      | 177,5    | 13.*     | 217,5                    | 8.                       | 395,0    | 11.      |
| Ronny Weller    | +105 kg     | 195,0    | 6.*      | érvényes kísérlet nélkül | érvényes kísérlet nélkül | kiesett  | kiesett  |

* - egy másik versenyzővel azonos eredményt ért el

## Tenisz
Férfi
| Versenyző                       | Versenyszám | 64-es főtábla                       | 32-es főtábla                                            | Nyolcaddöntő                                                  | Negyeddöntő                                               | Elődöntő                                                | Bronz- mérkőzés   | Döntő                                                                               | Helyezés |
| Versenyző                       | Versenyszám | Ellenfél Eredmény                   | Ellenfél Eredmény                                        | Ellenfél Eredmény                                             | Ellenfél Eredmény                                         | Ellenfél Eredmény                                       | Ellenfél Eredmény | Ellenfél Eredmény                                                                   | Helyezés |
| ------------------------------- | ----------- | ----------------------------------- | -------------------------------------------------------- | ------------------------------------------------------------- | --------------------------------------------------------- | ------------------------------------------------------- | ----------------- | ----------------------------------------------------------------------------------- | -------- |
| Tommy Haas                      | Egyes       | Mario Ančić (CRO) · 6-1, 7-5        | Andy Roddick (USA) · 6-4, 3-6, 7-9                       | kiesett                                                       | kiesett                                                   | kiesett                                                 | kiesett           | kiesett                                                                             | 17.      |
| Nicolas Kiefer                  | Egyes       | Uladzimir Valcskov (BLR) · 6-2, 6-4 | Márkosz Pagdatísz (CYP) · 6-2, 3-6, 6-3                  | Mihail Juzsnij (RUS) · 3-6, 6-2, 2-6                          | kiesett                                                   | kiesett                                                 | kiesett           | kiesett                                                                             | 9.       |
| Florian Mayer                   | Egyes       | Tomáš Berdych (CZE) · 3-6, 5-7      | kiesett                                                  | kiesett                                                       | kiesett                                                   | kiesett                                                 | kiesett           | kiesett                                                                             | 33.      |
| Rainer Schüttler                | Egyes       | Igor Andrejev (RUS) · 7-6, 6-7, 2-6 | kiesett                                                  | kiesett                                                       | kiesett                                                   | kiesett                                                 | kiesett           | kiesett                                                                             | 33.      |
| Nicolas Kiefer Rainer Schüttler | Páros       |                                     | Románia (ROU) · Victor Hănescu · Andrei Pavel · 7-5, 7-6 | Ausztrália (AUS) · Wayne Arthurs · Todd Woodbridge · 7-6, 6-3 | Izrael (ISR) · Jonathan Erlich · Andi Rám · 2-6, 6-2, 6-2 | India (IND) · Mahes Bhúpati · Lijendar Pedzs · 6-2, 6-3 |                   | Chile (CHI) · Fernando González Ciuffardi · Nicolás Massú · 2-6, 6-4, 6-3, 6-7, 4-6 |          |

## Tollaslabda
| Versenyző                     | Versenyszám  | 32-es főtábla                                                                 | Nyolcaddöntő                                                       | Negyeddöntő       | Elődöntő          | Bronz- mérkőzés   | Döntő             | Helyezés |
| Versenyző                     | Versenyszám  | Ellenfél Eredmény                                                             | Ellenfél Eredmény                                                  | Ellenfél Eredmény | Ellenfél Eredmény | Ellenfél Eredmény | Ellenfél Eredmény | Helyezés |
| ----------------------------- | ------------ | ----------------------------------------------------------------------------- | ------------------------------------------------------------------ | ----------------- | ----------------- | ----------------- | ----------------- | -------- |
| Björn Joppien                 | Férfi egyes  | Kasperi Salo (FIN) · 14-17, 15-7, 15-11                                       | Ronald Susilo (SIN) · 11-15, 6-15                                  | kiesett           | kiesett           | kiesett           | kiesett           | 9.       |
| Juliane Schenk                | Női egyes    | Tracey Hallam (GBR) · 7-11, 11-6, 9-11                                        | kiesett                                                            | kiesett           | kiesett           | kiesett           | kiesett           | 17.      |
| Huaiwen Xu                    | Női egyes    | Csou Mi (CHN) · 11-9, 5-11, 2-11                                              | kiesett                                                            | kiesett           | kiesett           | kiesett           | kiesett           | 17.      |
| Nicole Grether Juliane Schenk | Női páros    | Dél-afrikai Köztársaság (RSA) · Michelle Edwards · Chantal Botts · 15-0, 15-0 | Dánia (DEN) · Ann-Lou Jørgensen · Rikke Olsen · 12-15, 17-16, 5-15 | kiesett           | kiesett           | kiesett           | kiesett           | 9.       |
| Björn Siegemund Nicol Pitro   | Vegyes páros | Ausztrália (AUS) · Travis Denney · Kate Wilson-Smith · 15-5, 8-15, 15-4       | Nagy-Britannia (GBR) · Nathan Robertson · Gail Emms · 11-15, 4-15  | kiesett           | kiesett           | kiesett           | kiesett           | 9.       |

## Torna
Férfi
| Versenyző                                                                                         | Versenyszám      | Selejtező | Selejtező | Döntő    | Döntő    |
| Versenyző                                                                                         | Versenyszám      | Pontszám  | Helyezés  | Pontszám | Helyezés |
| ------------------------------------------------------------------------------------------------- | ---------------- | --------- | --------- | -------- | -------- |
| Thomas Andergassen                                                                                | Korlát           | 9,537     | 35.       | kiesett  | kiesett  |
| Thomas Andergassen                                                                                | Gyűrű            | 9,587     | 37.       | kiesett  | kiesett  |
| Thomas Andergassen                                                                                | Lólengés         | 9,712     | 10.       | kiesett  | kiesett  |
| Thomas Andergassen                                                                                | Egyéni összetett | 28,836    | 83.       | kiesett  | kiesett  |
| Matthias Fahrig                                                                                   | Talaj            | 9,475     | 32.       | kiesett  | kiesett  |
| Matthias Fahrig                                                                                   | Ugrás            | 9,243     | 17.       | kiesett  | kiesett  |
| Matthias Fahrig                                                                                   | Korlát           | 9,212     | 54.       | kiesett  | kiesett  |
| Matthias Fahrig                                                                                   | Nyújtó           | 9,562     | 33.       | kiesett  | kiesett  |
| Matthias Fahrig                                                                                   | Egyéni összetett | 37,249    | 77.       | kiesett  | kiesett  |
| Fabian Hambüchen                                                                                  | Talaj            | 9,637     | 21.       | kiesett  | kiesett  |
| Fabian Hambüchen                                                                                  | Ugrás            | 9,475     |           | kiesett  | kiesett  |
| Fabian Hambüchen                                                                                  | Korlát           | 9,600     | 28.       | kiesett  | kiesett  |
| Fabian Hambüchen                                                                                  | Nyújtó           | 9,737     | 9.        | 9,700    | 7.       |
| Fabian Hambüchen                                                                                  | Gyűrű            | 8,537     | 74.       | kiesett  | kiesett  |
| Fabian Hambüchen                                                                                  | Lólengés         | 9,075     | 59.       | kiesett  | kiesett  |
| Fabian Hambüchen                                                                                  | Egyéni összetett | 56,061    | 21.       | 54,823   | 23.      |
| Robert Juckel                                                                                     | Talaj            | 9,175     | 52.       | kiesett  | kiesett  |
| Robert Juckel                                                                                     | Ugrás            | 9,237     |           | kiesett  | kiesett  |
| Robert Juckel                                                                                     | Nyújtó           | 9,687     | 20.       | kiesett  | kiesett  |
| Robert Juckel                                                                                     | Gyűrű            | 9,550     | 41.       | kiesett  | kiesett  |
| Robert Juckel                                                                                     | Lólengés         | 9,425     | 37.       | kiesett  | kiesett  |
| Robert Juckel                                                                                     | Egyéni összetett | 47,074    | 54.       | kiesett  | kiesett  |
| Sven Kwiatkowski                                                                                  | Talaj            | 9,362     | 43.       | kiesett  | kiesett  |
| Sven Kwiatkowski                                                                                  | Ugrás            | 9,462     |           | kiesett  | kiesett  |
| Sven Kwiatkowski                                                                                  | Korlát           | 9,362     | 48.       | kiesett  | kiesett  |
| Sven Kwiatkowski                                                                                  | Nyújtó           | 9,487     | 42.       | kiesett  | kiesett  |
| Sven Kwiatkowski                                                                                  | Gyűrű            | 9,075     | 63.       | kiesett  | kiesett  |
| Sven Kwiatkowski                                                                                  | Lólengés         | 9,087     | 58.       | kiesett  | kiesett  |
| Sven Kwiatkowski                                                                                  | Egyéni összetett | 55,835    | 24.       | kiesett  | kiesett  |
| Sergej Pfeifer                                                                                    | Talaj            | 9,400     | 42.       | kiesett  | kiesett  |
| Sergej Pfeifer                                                                                    | Ugrás            | 9,150     |           | kiesett  | kiesett  |
| Sergej Pfeifer                                                                                    | Korlát           | 9,150     | 56.       | kiesett  | kiesett  |
| Sergej Pfeifer                                                                                    | Nyújtó           | 9,125     | 59.       | kiesett  | kiesett  |
| Sergej Pfeifer                                                                                    | Gyűrű            | 9,587     | 38.       | kiesett  | kiesett  |
| Sergej Pfeifer                                                                                    | Lólengés         | 9,575     | 24.       | kiesett  | kiesett  |
| Sergej Pfeifer                                                                                    | Egyéni összetett | 55,987    | 23.       | 55,385   | 21.      |
| Thomas Andergassen Matthias Fahrig Fabian Hambüchen Robert Juckel Sven Kwiatkowski Sergej Pfeifer | Csapat összetett | 226,980   | 8.        | 167,372  | 8.       |

Női
| Versenyző       | Versenyszám      | Selejtező | Selejtező | Döntő    | Döntő    |
| Versenyző       | Versenyszám      | Pontszám  | Helyezés  | Pontszám | Helyezés |
| --------------- | ---------------- | --------- | --------- | -------- | -------- |
| Lisa Brüggemann | Talaj            | 8,612     | 66.       | kiesett  | kiesett  |
| Lisa Brüggemann | Ugrás            | 8,975     | 22.       | kiesett  | kiesett  |
| Lisa Brüggemann | Felemás korlát   | 9,250     | 45.       | kiesett  | kiesett  |
| Lisa Brüggemann | Gerenda          | 8,837     | 50.       | kiesett  | kiesett  |
| Lisa Brüggemann | Egyéni összetett | 35,799    | 41.       | kiesett  | kiesett  |
| Yvonne Musik    | Talaj            | 9,037     | 51.       | kiesett  | kiesett  |
| Yvonne Musik    | Ugrás            | 9,031     | 21.       | kiesett  | kiesett  |
| Yvonne Musik    | Felemás korlát   | 8,887     | 62.       | kiesett  | kiesett  |
| Yvonne Musik    | Gerenda          | 8,562     | 64.       | kiesett  | kiesett  |
| Yvonne Musik    | Egyéni összetett | 35,611    | 45.       | kiesett  | kiesett  |

### Ritmikus gimnasztika
| Versenyző       | Versenyszám | Selejtező | Selejtező | Selejtező | Selejtező | Selejtező | Selejtező | Selejtező | Selejtező | Selejtező | Selejtező | Döntő   | Döntő   | Döntő   | Döntő   | Döntő    | Döntő    | Döntő   | Döntő   | Döntő    | Döntő    | Helyezés |
| Versenyző       | Versenyszám | Karika    | Karika    | Labda     | Labda     | Buzogány  | Buzogány  | Szalag    | Szalag    | Összesen  | Összesen  | Karika  | Karika  | Labda   | Labda   | Buzogány | Buzogány | Szalag  | Szalag  | Összesen | Összesen | Helyezés |
| Versenyző       | Versenyszám | Pont      | Hely.     | Pont      | Hely.     | Pont      | Hely.     | Pont      | Hely.     | Pont      | Hely.     | Pont    | Hely.   | Pont    | Hely.   | Pont     | Hely.    | Pont    | Hely.   | Pont     | Hely.    | Helyezés |
| --------------- | ----------- | --------- | --------- | --------- | --------- | --------- | --------- | --------- | --------- | --------- | --------- | ------- | ------- | ------- | ------- | -------- | -------- | ------- | ------- | -------- | -------- | -------- |
| Lisa Ingildeeva | Egyéni      | 22,825    | 14.       | 22,900    | 15.*      | 22,150    | 19.       | 19,650    | 21.       | 87,525    | 19.       | kiesett | kiesett | kiesett | kiesett | kiesett  | kiesett  | kiesett | kiesett | kiesett  | kiesett  | 19.      |

* - egy másik versenyzővel azonos eredményt ért el

### Trambulin
| Versenyző      | Versenyszám | Selejtező | Selejtező | Döntő    | Döntő    |
| Versenyző      | Versenyszám | Pontszám  | Helyezés  | Pontszám | Helyezés |
| -------------- | ----------- | --------- | --------- | -------- | -------- |
| Henrik Stehlik | Férfi       | 69,1      | 1.        | 40,8     |          |
| Anna Dogonadze | Női         | 66,7      | 2.        | 39,6     |          |

## Triatlon
| Versenyző        | Versenyszám | 1,5 km úszás | 1,5 km úszás | 40 km kerékpározás | 40 km kerékpározás | 10 km futás | 10 km futás | Összesítés | Összesítés |
| Versenyző        | Versenyszám | Idő          | Hely.        | Idő                | Hely.              | Idő         | Hely.       | Idő        | Helyezés   |
| ---------------- | ----------- | ------------ | ------------ | ------------------ | ------------------ | ----------- | ----------- | ---------- | ---------- |
| Sebastian Dehmer | Férfi       | 18:23        | 38.          | 1:05:14            | 34.*               | 32:48       | 13.         | 1:57:02,88 | 26.        |
| Maik Petzold     | Férfi       | 18:17        | 23.          | 1:02:18            | 18.*               | 33:37       | 25.         | 1:54:50,92 | 19.        |
| Andreas Raelert  | Férfi       | 18:07        | 12.          | 1:01:23            | 11.                | 32:30       | 9.          | 1:52:35,62 | 6.         |
| Anja Dittmer     | Női         | 19:41        | 20.          | 1:10:21            | 16.**              | 36:34       | 9.          | 2:07:25,07 | 11.        |
| Joelle Franzmann | Női         | 18:55        | 7.           | 1:11:15            | 28.                | 37:26       | 18.         | 2:08:18,33 | 16.        |

* - egy másik versenyzővel azonos időt ért el

** - két másik versenyzővel azonos időt ért el

## Úszás
Férfi
| Versenyző                                                                                       | Versenyszám            | Előfutam | Előfutam | Előfutam | Elődöntő         | Elődöntő         | Elődöntő         | Döntő   | Döntő    |
| Versenyző                                                                                       | Versenyszám            | Idő      | Hely.    | Össz.    | Idő              | Hely.            | Össz.            | Idő     | Helyezés |
| ----------------------------------------------------------------------------------------------- | ---------------------- | -------- | -------- | -------- | ---------------- | ---------------- | ---------------- | ------- | -------- |
| Stephan Kunzelmann                                                                              | 100 m gyors            | 50,98    | 8.       | 36.      | kiesett          | kiesett          | kiesett          | kiesett | kiesett  |
| Torsten Spanneberg                                                                              | 100 m gyors            | 49,71    | 5.       | 15.      | 49,88            | 8.               | 16.              | kiesett | kiesett  |
| Stefan Herbst                                                                                   | 200 m gyors            | 1:50,23  | 5.       | 19.      | kiesett          | kiesett          | kiesett          | kiesett | kiesett  |
| Jens Schreiber                                                                                  | 200 m gyors            | 1:49,00  | 3.       | 8.       | nem állt rajthoz | nem állt rajthoz | nem állt rajthoz | kiesett | kiesett  |
| Heiko Hell                                                                                      | 400 m gyors            | 3:52,06  | 5.       | 18.      |                  |                  |                  | kiesett | kiesett  |
| Christian Hein                                                                                  | 400 m gyors            | 3:49,66  | 5.       | 10.      |                  |                  |                  | kiesett | kiesett  |
| Christian Hein                                                                                  | 1500 m gyors           | 15:15,42 | 6.       | 12.      |                  |                  |                  | kiesett | kiesett  |
| Thomas Lurz                                                                                     | 1500 m gyors           | 15:33,81 | 5.       | 22.      |                  |                  |                  | kiesett | kiesett  |
| Marco di Carli                                                                                  | 100 m hát              | 55,58    | 4.       | 11.      | 55,03            | 5.               | 8.               | 55,27   | 8.       |
| Steffen Driesen                                                                                 | 100 m hát              | 54,92    | 2.       | 6.       | 54,64            | 3.               | 5.               | 54,63   | 7.       |
| René Kolonko                                                                                    | 100 m mell             | 1:02,09  | 6.       | 16.      | 1:01,82          | 6.               | 11.              | kiesett | kiesett  |
| Jens Kruppa                                                                                     | 100 m mell             | 1:01,19  | 2.       | 8.       | 1:01,68          | 5.               | 10.              | kiesett | kiesett  |
| Jens Kruppa                                                                                     | 200 m mell             | 2:15,29  | 6.       | 18.      | kiesett          | kiesett          | kiesett          | kiesett | kiesett  |
| Thomas Rupprath                                                                                 | 100 m pillangó         | 52,57    | 4.       | 7.       | 52,71            | 6.               | 7.               | 52,27   | 4.       |
| Helge Meeuw                                                                                     | 100 m pillangó         | 53,11    | 6.       | 16.      | 52,99            | 6.               | 13.*             | kiesett | kiesett  |
| Helge Meeuw                                                                                     | 200 m pillangó         | 1:58,96  | 7.       | 18.      | kiesett          | kiesett          | kiesett          | kiesett | kiesett  |
| Christian Keller                                                                                | 200 m vegyes           | 2:02,93  | 4.       | 21.      | kiesett          | kiesett          | kiesett          | kiesett | kiesett  |
| Lars Conrad Stefan Herbst Jens Schreiber Torsten Spanneberg Christian Keller Stephan Kunzelmann | 4 × 100 m gyorsváltó   | 3:17,97  | 5.       | 8.       |                  |                  |                  | 3:17,18 | 8.       |
| Lars Conrad Heiko Hell Christian Keller Jens Schreiber Stefan Herbst Johannes Oesterling        | 4 × 200 m gyorsváltó   | 7:16,75  | 2.       | 3.       |                  |                  |                  | 7:16,51 | 6.       |
| Lars Conrad Steffen Driesen Jens Kruppa Thomas Rupprath Helge Meeuw                             | 4 × 100 m vegyes váltó | 3:36,65  | 2.       | 2.       |                  |                  |                  | 3:33,62 |          |

Női
| Versenyző                                                                                                   | Versenyszám            | Előfutam | Előfutam | Előfutam | Elődöntő         | Elődöntő         | Elődöntő         | Döntő   | Döntő    |
| Versenyző                                                                                                   | Versenyszám            | Idő      | Hely.    | Össz.    | Idő              | Hely.            | Össz.            | Idő     | Helyezés |
| --- | ---------------------- | -------- | -------- | -------- | ---------------- | ---------------- | ---------------- | ------- | -------- |
| Dorothea Brandt                                                                                             | 50 m gyors             | 25,67    | 5.       | 15.      | 25,83            | 8.               | 16.              | kiesett | kiesett  |
| Sandra Völker                                                                                               | 50 m gyors             | 25,74    | 6.       | 18.      | kiesett          | kiesett          | kiesett          | kiesett | kiesett  |
| Franziska van Almsick                                                                                       | 100 m gyors            | 55,57    | 4.       | 11.      | nem állt rajthoz | nem állt rajthoz | nem állt rajthoz | kiesett | kiesett  |
| Franziska van Almsick                                                                                       | 100 m pillangó         | 59,53    | 6.       | 11.      | nem állt rajthoz | nem állt rajthoz | nem állt rajthoz | kiesett | kiesett  |
| Franziska van Almsick                                                                                       | 200 m gyors            | 2:00,23  | 5.       | 9.       | 1:59,13          | 4.               | 6.               | 1:58,88 | 5.       |
| Sara Harstick                                                                                               | 200 m gyors            | 2:02,25  | 6.       | 20.      | kiesett          | kiesett          | kiesett          | kiesett | kiesett  |
| Hannah Stockbauer                                                                                           | 400 m gyors            | 4:10,46  | 4.       | 12.      |                  |                  |                  | kiesett | kiesett  |
| Hannah Stockbauer                                                                                           | 800 m gyors            | 8:38,17  | 6.       | 14.      |                  |                  |                  | kiesett | kiesett  |
| Jana Henke                                                                                                  | 800 m gyors            | 8:31,06  | 2.       | 5.       |                  |                  |                  | 8:33,95 | 7.       |
| Janine Pietsch                                                                                              | 100 m hát              | 1:03,13  | 7.       | 23.      | kiesett          | kiesett          | kiesett          | kiesett | kiesett  |
| Antje Buschschulte                                                                                          | 100 m hát              | 1:01,68  | 1.       | 6.       | 1:00,94          | 1.               | 3.               | 1:01,39 | 6.       |
| Antje Buschschulte                                                                                          | 200 m hát              | 2:12,96  | 2.       | 5.       | 2:10,66          | 3.               | 4.               | 2:09,88 | *        |
| Nicole Hetzer                                                                                               | 200 m hát              | 2:14,42  | 4.       | 13.      | 2:13,01          | 6.               | 11.              | kiesett | kiesett  |
| Nicole Hetzer                                                                                               | 400 m vegyes           | 4:41,74  | 2.       | 5.       |                  |                  |                  | 4:40,20 | 6.       |
| Teresa Rohmann                                                                                              | 400 m vegyes           | 4:48,51  | 5.       | 18.      |                  |                  |                  | kiesett | kiesett  |
| Teresa Rohmann                                                                                              | 200 m vegyes           | 2:16,06  | 4.       | 10.      | 2:14,47          | 4.               | 7.               | 2:13,70 | 5.       |
| Vipa Bernhardt                                                                                              | 100 m mell             | 1:09,60  | 5.       | 12.      | 1:09,72          | 6.               | 13.              | kiesett | kiesett  |
| Sarah Poewe                                                                                                 | 100 m mell             | 1:07,97  | 2.       | 4.       | 1:07,48          | 2.               | 2.               | 1:07,53 | 5.       |
| Anne Poleska                                                                                                | 200 m mell             | 2:26,48  | 1.       | 2.       | 2:26,59          | 2.               | 4.               | 2:25,82 |          |
| Birte Steven                                                                                                | 200 m mell             | 2:27,42  | 2.       | 7.       | 2:29,22          | 6.               | 11.              | kiesett | kiesett  |
| Annika Mehlhorn                                                                                             | 200 m pillangó         | 2:12,25  | 4.       | 14.      | 2:11,37          | 7.               | 14.              | kiesett | kiesett  |
| Antje Buschschulte Petra Dallmann Daniela Götz Franziska van Almsick Britta Steffen                         | 4 × 100 m gyorsváltó   | 3:41,19  | 1.       | 4.       |                  |                  |                  | 3:37,94 | 4.       |
| Antje Buschschulte Petra Dallmann Hannah Stockbauer Franziska van Almsick Janina-Kristin Götz Sara Harstick | 4 × 200 m gyorsváltó   | 8:03,22  | 3.       | 4.       |                  |                  |                  | 7:57,35 |          |
| Antje Buschschulte Daniela Götz Sarah Poewe Franziska van Almsick                                           | 4 × 100 m vegyes váltó | 4:04,16  | 2.       | 3.       |                  |                  |                  | 4:00,72 |          |

* - egy másik versenyzővel azonos időt ért el

## Vitorlázás
Férfi
| Versenyző                      | Versenyszám     | Futam | Futam | Futam | Futam | Futam | Futam | Futam | Futam | Futam | Futam | Futam | Pontszám | Helyezés |
| Versenyző                      | Versenyszám     | 1     | 2     | 3     | 4     | 5     | 6     | 7     | 8     | 9     | 10    | 11    | Pontszám | Helyezés |
| ------------------------------ | --------------- | ----- | ----- | ----- | ----- | ----- | ----- | ----- | ----- | ----- | ----- | ----- | -------- | -------- |
| Toni Wilhelm                   | Szörfvitorlázás | 27    | 26    | 25    | 29    | 17    | 31    | 29    | 35    | 20    | 21    | 35    | 260      | 30.      |
| Michael Fellmann               | Finn dingi      | 14    | 11    | 12    | 2     | 9     | 17    | 19    | 19    | 25    | 21    | 3     | 127      | 17.      |
| Lucas Zellmer Felix Krabbe     | 470-es osztály  | 17    | 16    | 10    | 11    | 5     | 19    | 10    | 23    | 8     | 11    | 7     | 114      | 11.      |
| Alexander Hagen Jochen Wolfram | Csillaghajó     | 6     | 17    | 13    | 8     | 15    | 11    | 7     | 13    | 13    | 12    | 12    | 110      | 16.      |

Női
| Versenyző                                     | Versenyszám     | Futam | Futam | Futam | Futam | Futam | Futam | Futam | Futam | Futam | Futam | Futam | Pontszám | Helyezés |
| Versenyző                                     | Versenyszám     | 1     | 2     | 3     | 4     | 5     | 6     | 7     | 8     | 9     | 10    | 11    | Pontszám | Helyezés |
| --------------------------------------------- | --------------- | ----- | ----- | ----- | ----- | ----- | ----- | ----- | ----- | ----- | ----- | ----- | -------- | -------- |
| Amelie Lux                                    | Szörfvitorlázás | 18    | 17    | 15    | 8     | 8     | 9     | 10    | 2     | 6     | 6     | 6     | 87       | 7.       |
| Petra Niemann                                 | Europe          | 12    | 8     | 10    | 10    | 7     | 10    | 8     | 5     | 13    | 16    | 13    | 96       | 10.      |
| Stefanie Rothweiler Monika Leu                | 470-es osztály  | 13    | 15    | 8     | 1     | 18    | 4     | 11    | 10    | 20    | 15    | 14    | 109      | 15.      |
| Kristin Wagner Anna Höll Veronika Lochbrunner | Yngling         | 9     | 8     | 2     | 12    | 1     | 7     | 15    | 5     | 11    | 13    | 8     | 76       | 6.       |

Nyílt
| Versenyző                       | Versenyszám        | Futam | Futam | Futam | Futam | Futam | Futam | Futam | Futam | Futam | Futam | Futam | Futam | Futam | Futam | Futam | Futam | Pontszám | Helyezés |
| Versenyző                       | Versenyszám        | 1     | 2     | 3     | 4     | 5     | 6     | 7     | 8     | 9     | 10    | 11    | 12    | 13    | 14    | 15    | 16    | Pontszám | Helyezés |
| ------------------------------- | ------------------ | ----- | ----- | ----- | ----- | ----- | ----- | ----- | ----- | ----- | ----- | ----- | ----- | ----- | ----- | ----- | ----- | -------- | -------- |
| Marcus Baur Max Groy            | Könnyű 49-es dingi | 9     | 2     | 1     | 8     | 14    | 16    | 15    | 11    | 16    | 2     | 12    | 6     | 5     | 14    | 20    | 1     | 116      | 9.       |
| Roland Gäbler Gunnar Struckmann | Tornádó            | 6     | 8     | 15    | 3     | 13    | 10    | 13    | 9     | 10    | 11    | 11    |       |       |       |       |       | 94       | 11.      |

## Vívás
Férfi
| Versenyző                                           | Versenyszám       | Selejtező         | 32-es főtábla                 | Nyolcaddöntő                     | Negyeddöntő                                                             | Elődöntő                                                                              | Bronz- mérkőzés                                                                           | Döntő             | Helyezés |
| Versenyző                                           | Versenyszám       | Ellenfél Eredmény | Ellenfél Eredmény             | Ellenfél Eredmény                | Ellenfél Eredmény                                                       | Ellenfél Eredmény                                                                     | Ellenfél Eredmény                                                                         | Ellenfél Eredmény | Helyezés |
| --------------------------------------------------- | ----------------- | ----------------- | ----------------------------- | -------------------------------- | ----------------------------------------------------------------------- | ------------------------------------------------------------------------------------- | ----------------------------------------------------------------------------------------- | ----------------- | -------- |
| Ralf Bißdorf                                        | Tőr, egyéni       |                   | Renal Ganyejev (RUS) · 11-15  | kiesett                          | kiesett                                                                 | kiesett                                                                               | kiesett                                                                                   | kiesett           | 17.      |
| Peter Joppich                                       | Tőr, egyéni       |                   | Mosztafa Nagáti (EGY) · 15-10 | Cshö Bjongcshol (KOR) · 15-10    | Brice Guyart (FRA) · 12-15                                              | kiesett                                                                               | kiesett                                                                                   | kiesett           | 6.       |
| André Weßels                                        | Tőr, egyéni       |                   | Pak Hikjong (KOR) · 13-15     | kiesett                          | kiesett                                                                 | kiesett                                                                               | kiesett                                                                                   | kiesett           | 24.      |
| Jörg Fiedler                                        | Párbajtőr, egyéni |                   | Sven Schmid (GER) · 12-15     | kiesett                          | kiesett                                                                 | kiesett                                                                               | kiesett                                                                                   | kiesett           | 25.      |
| Sven Schmid                                         | Párbajtőr, egyéni |                   | Jörg Fiedler (GER) · 15-12    | Vang Lej (CHN) · 11-15           | kiesett                                                                 | kiesett                                                                               | kiesett                                                                                   | kiesett           | 11.      |
| Daniel Strigel                                      | Párbajtőr, egyéni |                   | Imre Géza (HUN) · 15-13       | Dmitro Karjucsenko (UKR) · 15-12 | Vang Lej (CHN) · 14-15                                                  | kiesett                                                                               | kiesett                                                                                   | kiesett           | 8.       |
| Ralf Bißdorf Peter Joppich Simon Senft André Weßels | Tőr, csapat       |                   |                               |                                  | Egyesült Államok (USA) · Jed Dupree · Dan Kellner · Jon Tiomkin · 43-45 | 5–8. helyért · Dél-Korea (KOR) · Cshö Bjongcshol · Pak Hikjong · Ha Cshangdok · 45-40 | 5. helyért · Franciaország (FRA) · Brice Guyart · Loïc Attely · Jean-Noël Ferrari · 38-45 |                   | 6.       |
| Jörg Fiedler Sven Schmid Daniel Strigel             | Párbajtőr, csapat |                   |                               |                                  | Kína (CHN) · Hszie Jung-csün · Csao Kang · Vang Lej · 39-32             | Franciaország (FRA) · Fabrice Jeannet · Hugues Obry · Jérôme Jeannet · 44-45          | Oroszország (RUS) · Igor Turcsin · Pavel Kolobkov · Szergej Kocsetkov · 37-29             |                   |          |

Női
| Versenyző                                     | Versenyszám       | Selejtező         | 32-es főtábla                      | Nyolcaddöntő                       | Negyeddöntő                                                                            | Elődöntő                                                                                     | Bronz- mérkőzés   | Döntő                                                                                 | Helyezés |
| Versenyző                                     | Versenyszám       | Ellenfél Eredmény | Ellenfél Eredmény                  | Ellenfél Eredmény                  | Ellenfél Eredmény                                                                      | Ellenfél Eredmény                                                                            | Ellenfél Eredmény | Ellenfél Eredmény                                                                     | Helyezés |
| --------------------------------------------- | ----------------- | ----------------- | ---------------------------------- | ---------------------------------- | -------------------------------------------------------------------------------------- | -------------------------------------------------------------------------------------------- | ----------------- | ------------------------------------------------------------------------------------- | -------- |
| Simone Bauer                                  | Tőr, egyéni       |                   | Ayelet Ohayon (ISR) · 15-10        | Sylwia Gruchała (POL) · 9-15       | kiesett                                                                                | kiesett                                                                                      | kiesett           | kiesett                                                                               | 14.      |
| Claudia Bokel                                 | Párbajtőr, egyéni |                   | Katerína Szidiropúlu (GRE) · 15-10 | Imke Duplitzer (GER) · 13-14       | kiesett                                                                                | kiesett                                                                                      | kiesett           | kiesett                                                                               | 12.      |
| Imke Duplitzer                                | Párbajtőr, egyéni |                   | Kim Midzsong (KOR) · 15-9          | Claudia Bokel (GER) · 14-13        | Maureen Nisima (FRA) · 14-15                                                           | kiesett                                                                                      | kiesett           | kiesett                                                                               | 5.       |
| Britta Heidemann                              | Párbajtőr, egyéni |                   | Ángela María Espinosa (COL) · 15-3 | Mincza-Nébald Ildikó (HUN) · 10-11 | kiesett                                                                                | kiesett                                                                                      | kiesett           | kiesett                                                                               | 10.      |
| Susanne König                                 | Kard, egyéni      |                   | Louise Bond-Williams (GBR) · 13-15 | kiesett                            | kiesett                                                                                | kiesett                                                                                      | kiesett           | kiesett                                                                               | 17.      |
| Claudia Bokel Imke Duplitzer Britta Heidemann | Párbajtőr, csapat |                   |                                    |                                    | Görögország (GRE) · Katerína Szidiropúlu · Joána Hrísztu · Dímitra Manganudáki · 33-32 | Franciaország (FRA) · Laura Flessel-Colovic · Maureen Nisima · Király-Picot Hajnalka · 33-32 |                   | Oroszország (RUS) · Okszana Jermakova · Tatyjana Logunova · Karina Aznavurjan · 28-34 |          |

## Vízilabda

### Férfi
| Német nemzeti férfi vízilabdacsapat-játékoskeret | Német nemzeti férfi vízilabdacsapat-játékoskeret | Német nemzeti férfi vízilabdacsapat-játékoskeret | Német nemzeti férfi vízilabdacsapat-játékoskeret | Német nemzeti férfi vízilabdacsapat-játékoskeret | Német nemzeti férfi vízilabdacsapat-játékoskeret | Német nemzeti férfi vízilabdacsapat-játékoskeret |
| #                                                | Név                                              | Poszt                                            | Magasság                                         | Súly                                             | Kor                                              | Klub                                             |
| ------------------------------------------------ | ------------------------------------------------ | ------------------------------------------------ | ------------------------------------------------ | ------------------------------------------------ | ------------------------------------------------ | ------------------------------------------------ |
| 1                                                | Aleksandr Chigir-Tchigir                         | GK                                               | 1,91 m (6 ft 3 in)                               | 81 kg                                            | 1968. november 6. (35 évesen)                    | Wasserfreunde Spandau 04                         |
| 2                                                | Michael Zellmer                                  | GK                                               | 1,90 m (6 ft 3 in)                               | 93 kg                                            | 1977. augusztus 14. (27 évesen)                  | Waspo Hannover                                   |
| 3                                                | Fabian Schrödter                                 | CB                                               | 2,04 m (6 ft 8 in)                               | 98 kg                                            | 1982. szeptember 11. (21 évesen)                 | Wasserfreunde Spandau 04                         |
| 4                                                | Patrick Weissinger                               | CB                                               | 1,94 m (6 ft 4 in)                               | 90 kg                                            | 1973. április 2. (31 évesen)                     | Wasserfreunde Spandau 04                         |
| 5                                                | Steffen Dierolf                                  | D                                                | 1,93 m (6 ft 4 in)                               | 92 kg                                            | 1976. május 5. (28 évesen)                       | SV Cannstatt                                     |
| 6                                                | Marc Torsten Politze                             | CF                                               | 1,96 m (6 ft 5 in)                               | 99 kg                                            | 1977. október 20. (26 évesen)                    | Wasserfreunde Spandau 04                         |
| 7                                                | Tim Wollthan                                     | CB                                               | 1,93 m (6 ft 4 in)                               | 97 kg                                            | 1980. április 29. (24 évesen)                    | Bayer Uerdingen                                  |
| 8                                                | Thomas Schertwitis                               | CF                                               | 1,98 m (6 ft 6 in)                               | 119 kg                                           | 1972. szeptember 2. (31 évesen)                  | Wasserfreunde Spandau 04                         |
| 9                                                | Tobias Kreuzmann                                 | D                                                | 1,95 m (6 ft 5 in)                               | 90 kg                                            | 1981. június 15. (23 évesen)                     | ASC Duisburg                                     |
| 10                                               | Heiko Nossek                                     | D                                                | 1,86 m (6 ft 1 in)                               | 96 kg                                            | 1982. március 14. (22 évesen)                    | SV Cannstatt                                     |
| 11                                               | Lukasz Kieloch                                   | D                                                | 1,93 m (6 ft 4 in)                               | 98 kg                                            | 1976. március 15. (28 évesen)                    | SV Cannstatt                                     |
| 12                                               | Sören Mackeben                                   | D                                                | 1,93 m (6 ft 4 in)                               | 85 kg                                            | 1979. január 29. (25 évesen)                     | Wasserfreunde Spandau 04                         |
| 13                                               | Jens Pohlmann                                    | D                                                | 1,80 m (5 ft 11 in)                              | 82 kg                                            | 1978. október 30. (25 évesen)                    | Wasserfreunde Spandau 04                         |
| Vezetőedző: Hagen Stamm                          |                                                  |                                                  |                                                  |                                                  |                                                  |                                                  |

- Kor: 2004. augusztus 14-i kora

#### Eredmények
Csoportkör
B csoport
| Csapat              | M | Gy | D | V | G+ | G– | Gk  | P |
| ------------------- | - | -- | - | - | -- | -- | --- | - |
| Görögország (GRE)   | 5 | 4  | 0 | 1 | 43 | 27 | +16 | 8 |
| Németország (GER)   | 5 | 3  | 1 | 1 | 40 | 28 | +12 | 7 |
| Spanyolország (ESP) | 5 | 3  | 0 | 2 | 35 | 31 | +4  | 6 |
| Olaszország (ITA)   | 5 | 3  | 0 | 2 | 39 | 24 | +15 | 6 |
| Ausztrália (AUS)    | 5 | 1  | 1 | 3 | 37 | 35 | +2  | 4 |
| Egyiptom (EGY)      | 5 | 0  | 0 | 5 | 18 | 67 | –49 | 0 |

| 2004. augusztus 15. 21:00 | Németország (GER)    | 5–4 | Görögország (GRE) | Központi Olimpiai Uszoda Játékvezetők: Mario Brguljan (SCG), Andrei Afanasiev (RUS) |
| 2004. augusztus 15. 21:00 | (2–2, 0–1, 2–1, 1–0) |     |                   | Központi Olimpiai Uszoda Játékvezetők: Mario Brguljan (SCG), Andrei Afanasiev (RUS) |
| 2004. augusztus 15. 21:00 | öt játékos 1         |     | négy játékos 1    | Központi Olimpiai Uszoda Játékvezetők: Mario Brguljan (SCG), Andrei Afanasiev (RUS) |

| 2004. augusztus 17. 10:45 | Németország (GER)    | 13–3 | Egyiptom (EGY)  | Központi Olimpiai Uszoda Játékvezetők: Pavel Rezek (CZE), Guy Pinker (RSA) |
| 2004. augusztus 17. 10:45 | (4–0, 5–0, 2–0, 2–3) |      |                 | Központi Olimpiai Uszoda Játékvezetők: Pavel Rezek (CZE), Guy Pinker (RSA) |
| 2004. augusztus 17. 10:45 | Politze 5            |      | három játékos 1 | Központi Olimpiai Uszoda Játékvezetők: Pavel Rezek (CZE), Guy Pinker (RSA) |

| 2004. augusztus 19. 17:45 | Olaszország (ITA)    | 10–5 | Németország (GER) | Központi Olimpiai Uszoda Játékvezetők: Mario Brguljan (SCG), Andrei Afanasiev (RUS) |
| 2004. augusztus 19. 17:45 | (2–0, 1–2, 3–2, 4–1) |      |                   | Központi Olimpiai Uszoda Játékvezetők: Mario Brguljan (SCG), Andrei Afanasiev (RUS) |
| 2004. augusztus 19. 17:45 | Postiglione 4        |      | Nossek 3          | Központi Olimpiai Uszoda Játékvezetők: Mario Brguljan (SCG), Andrei Afanasiev (RUS) |

| 2004. augusztus 21. 16:30 | Németország (GER)    | 11–5 | Spanyolország (ESP) | Központi Olimpiai Uszoda Játékvezetők: Erhan Tulga (TUR), Mario Brguljan (SCG) |
| 2004. augusztus 21. 16:30 | (3–2, 2–0, 4–3, 2–0) |      |                     | Központi Olimpiai Uszoda Játékvezetők: Erhan Tulga (TUR), Mario Brguljan (SCG) |
| 2004. augusztus 21. 16:30 | Wollthan 3           |      | öt játékos 1        | Központi Olimpiai Uszoda Játékvezetők: Erhan Tulga (TUR), Mario Brguljan (SCG) |

| 2004. augusztus 23. 09:30 | Németország (GER)    | 6–6 | Ausztrália (AUS) | Központi Olimpiai Uszoda Játékvezetők: Vlastimil Kratochvil (SVK), Mario Brguljan (SCG) |
| 2004. augusztus 23. 09:30 | (1–3, 2–1, 1–0, 2–2) |     |                  | Központi Olimpiai Uszoda Játékvezetők: Vlastimil Kratochvil (SVK), Mario Brguljan (SCG) |
| 2004. augusztus 23. 09:30 | Politze, Nossek 2    |     | Woods 3          | Központi Olimpiai Uszoda Játékvezetők: Vlastimil Kratochvil (SVK), Mario Brguljan (SCG) |

Az elődöntőbe jutásért
| 2004. augusztus 25. 17:00 | Oroszország (RUS)    | 12–5 | Németország (GER) | Központi Olimpiai Uszoda Játékvezetők: Roberto Petronilli (ITA), Peter Bookelman (NED) |
| 2004. augusztus 25. 17:00 | (2–1, 2–1, 5–0, 3–3) |      |                   | Központi Olimpiai Uszoda Játékvezetők: Roberto Petronilli (ITA), Peter Bookelman (NED) |
| 2004. augusztus 25. 17:00 | három játékos 3      |      | öt játékos 1      | Központi Olimpiai Uszoda Játékvezetők: Roberto Petronilli (ITA), Peter Bookelman (NED) |

Az 5. helyért
| 2004. augusztus 29. 12:00 | Németország (GER)    | 6–4 | Spanyolország (ESP) | Központi Olimpiai Uszoda Játékvezetők: Nikolaos Stavropoulos (GRE), Peter Bookelman (NED) |
| 2004. augusztus 29. 12:00 | (2–2, 3–1, 0–0, 1–1) |     |                     | Központi Olimpiai Uszoda Játékvezetők: Nikolaos Stavropoulos (GRE), Peter Bookelman (NED) |
| 2004. augusztus 29. 12:00 | Nossek 2             |     | Hernández 2         | Központi Olimpiai Uszoda Játékvezetők: Nikolaos Stavropoulos (GRE), Peter Bookelman (NED) |

| Csapat            | Helyezés |
| ----------------- | -------- |
| Németország (GER) | 5.       |